# Caravana Donner

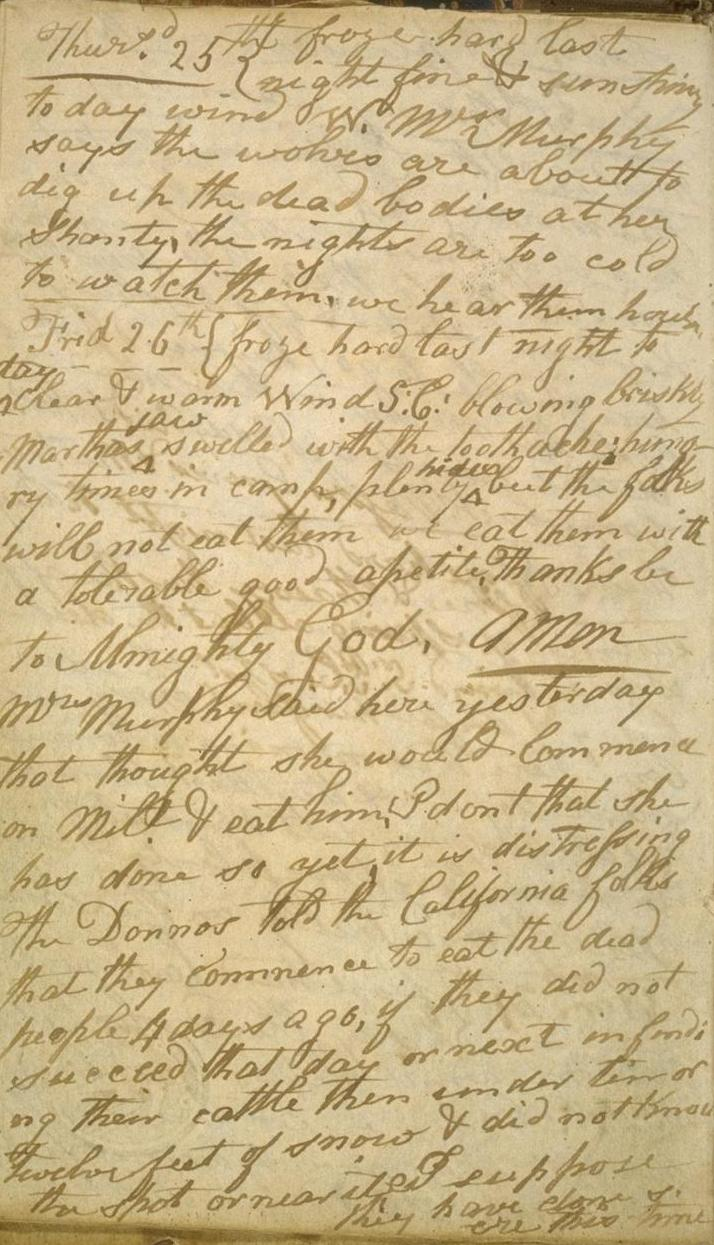
A 28.ª página do diário de Patrick Breen, registrando suas observações no final de fevereiro de 1847, dentre elas a seguinte: "a sra. Murphy disse ontem quis que pensava que Começaria em Milt. e comê-lo. Eu não que ela o tenha feito ainda, é angustiante."

A Caravana Donner (em inglês, Donner Party, às vezes denominada Caravana Donner–Reed) foi um grupo de pioneiros americanos que migraram rumo à Califórnia numa caravana de carroças oriundos do Meio-Oeste. Atrasados por uma série de infortúnios, eles passaram o inverno de 1846/47 presos pela neve na Serra Nevada. Alguns dos migrantes recorreram ao canibalismo para sobreviver, comendo os corpos daqueles que sucumbiram à fome e à doença.
A caravana partiu do Missouri na Trilha do Oregon na primavera de 1846, depois de muitas outras famílias pioneiras que estavam tentando fazer a mesma viagem. A jornada geralmente levava de quatro a seis meses para ser feita, mas a caravana Donner foi atrasada após ter escolhido uma nova rota, chamada Hastings Cutoff, que evitava os caminhos já conhecidos e em vez disso cruzava a região da Cordilheira Wasatch e do Deserto do Grande Lago Salgado (Great Salt Lake Desert) em Utah. O terreno, desolado e inóspito, e as dificuldades mais tardes encontradas enquanto viajavam ao longo do Rio Humboldt, no atual estado de Nevada, causaram a perda de boa parte do rebanho e das carroças com os pertences por eles levados, com graves divisões que logo se formaram no seio do grupo.
No início de novembro os migrantes atingiram a Serra Nevada, mas ficaram aprisionados por uma nevasca precoce próximo ao atual Lago Donner (à época chamado Lago Truckee) na parte alta das montanhas. O nível de seus suprimentos tornou-se desesperadoramente baixo e na metade de dezembro, parte do grupo partiu para buscar ajuda. A equipe de resgate, oriunda da Califórnia, tentou chegar até os migrantes, mas o primeiro grupo chegou somente em meados de fevereiro de 1847, quase quatro meses após as primeiras carroças terem sido detidas pelo mau tempo. Dos 87 membros do grupo, 42 morreram. Os historiadores têm descrito o episódio como uma das maiores tragédias na história da Califórnia e em todo o registro da migração para o oeste nos Estados Unidos.

## Antecedentes

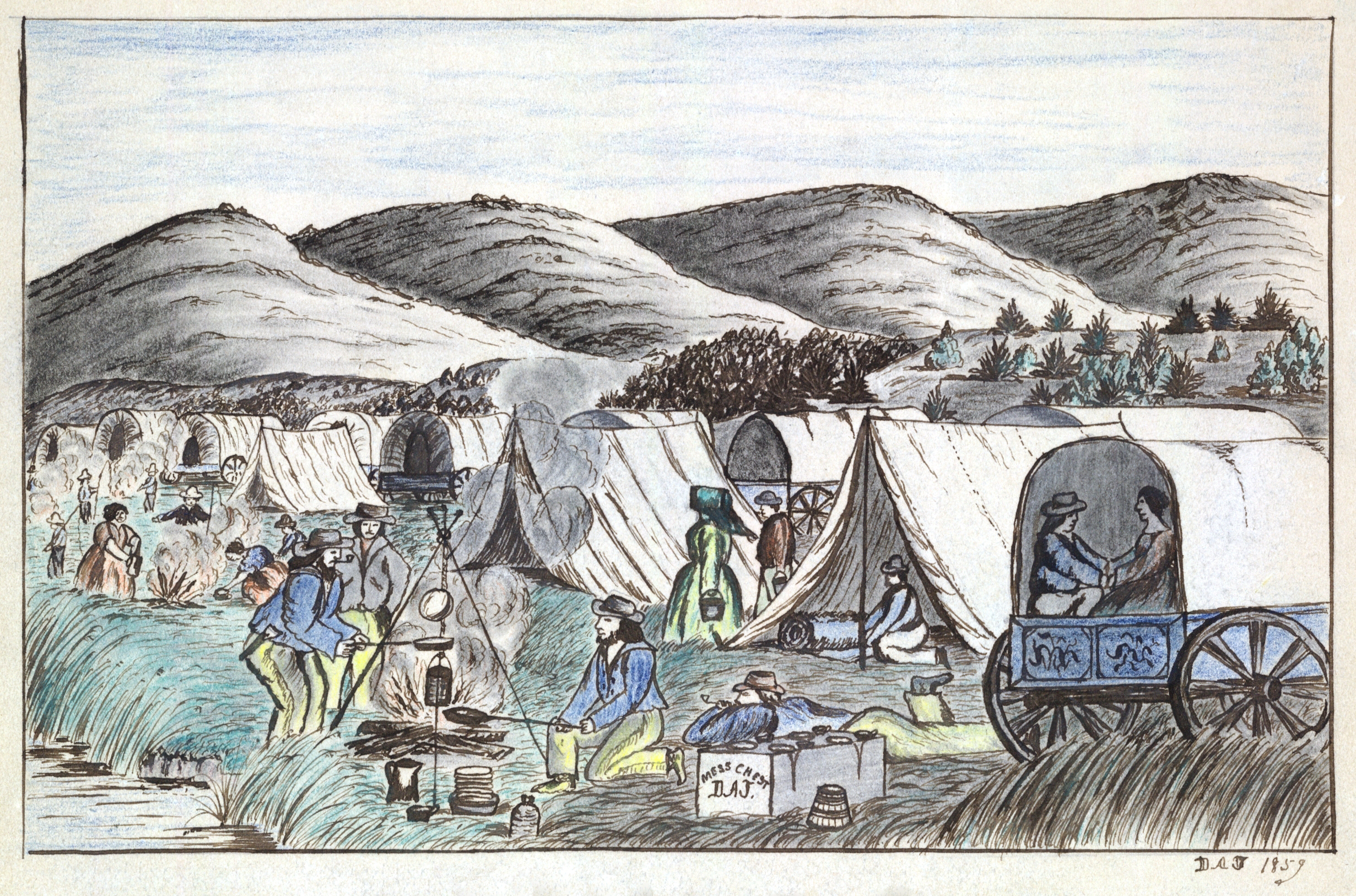
Um acampamento de tendas e carroças cobertas no Rio Humboldt, em Nevada, no ano de 1859

Durante a década de 1840, os Estados Unidos tiveram um aumento dramático na quantidade de pioneiros que deixaram suas casas para se realocar no Território do Oregon ou na Califórnia, que à época eram acessíveis somente através de uma longa viagem marítima ou de uma desencorajadora jornada por terra através das novas fronteiras. Alguns, tais como Patrick Breen, viam a Califórnia como um lugar onde seriam livres para viver uma cultura totalmente católica; outros atraíram-se pelas nascentes oportunidades econômicas do Oeste ou inspirados pela ideia do destino manifesto, a crença que a terra entre os oceanos Atlântico e Pacífico pertencia aos Americanos de origem europeia e que eles deveriam ocupá-la. Muitas das caravanas seguiam a rota da Trilha do Oregon, que começava em Independence, Missouri, rumo à Divisória Continental das Américas, percorrendo por volta de 15 milhas (24 km) por dia em uma jornada que levava de quatro a seis meses. A trilha geralmente seguia o curso de vários rios até South Pass, um passo de montanha no atual Wyoming, que era mais fácil para que as carroças o atravessassem. Dali em diante, os pioneiros tinham rotas à escolha para chegar até os destinos pretendidos.
Lansford W. Hastings, um dos primeiros migrantes, saído de Ohio para o Oeste, foi para a Califórnia em 1842 e viu a promessa de uma terra ainda por desenvolver. Para encorajar mais pioneiros, ele publicou um guia, o The Emigrants' Guide to Oregon and California. Como alternativa à rota padrão da Trilha Oregon através do trecho que percorria em Idaho o lugar conhecido como Snake River Plain, ele propôs uma rota mais direta (mas que na verdade aumentava a distância efetivamente percorrida) até a Califórnia através da Grande Bacia, que traria os pioneiros através da Cordilheira Wasatch e ao longo do Deserto do Grande Lago Salgado. Hastings jamais percorrera qualquer trecho da rota proposta até o início de 1846, quando foi da Califórnia a Fort Bridger. O lugar era uma escala de abastecimento de escassos recursos, gerenciada por Jim Bridger e seu colega Louis Vasquez em Blacks Fork, Wyoming. Hastings ficou no lugar para convencer os viajantes a tomarem o rumo sul na rota por ele proposta. Por volta de 1846 Hastings havia sido o segundo homem a cruzar a parte sul do Deserto do Grande Lago Salgado, mas nem ele nem quem o antecedeu havia se valido de uma caravana de carroças.
Seguramente a parte mais difícil da jornada até a Califórnia eram as últimas 100 milhas (160 km) através da Serra Nevada. Esta cordilheira tem 500 picos distintos com mais de 12 000 pés (3 700 m) de altura o que fazia com que, por causa de sua altura e proximidade com o Oceano Pacífico, recebessem mais neve que as outras cadeias montanhosas da América do Norte. O lado a leste também se caracteriza por ser notoriamente íngreme. Após terem deixado o Missouri para cruzar a vastidão selvagem do Oregon ou da Califórnia, o tempo era crucial para garantir que as caravanas de carroças não ficassem atoladas na lama criada pelas chuvas da primavera, nem pelo acúmulo massivo de neve nas montanhas de setembro em diante. Viajar na época certa do ano era fundamental para garantir que os cavalos e o rebanho bovino tivessem vegetação suficiente para se alimentar.

## As famílias
Na primavera de 1846, quase 500 carroças seguiram rumo oeste a partir de Independence. No final da sequência, um grupo de nove carroças com 32 membros das famílias Reed e Donner e seus empregados partiram em 12 de maio. George Donner, nascido na Carolina do Norte, ao longo da vida mudou-se gradualmente rumo ao oeste para Kentucky, Indiana, e Illinois, com uma permanência de um ano no Texas. No início de 1846, ele já contava por volta de 60 anos de idade e vivia próximo a Springfield, Illinois. Com ele estavam sua esposa de 44 anos Tamsen, suas três filhas Frances (6), Georgia (4) e Eliza (3), e as filhas de um casamento anterior de: Elitha (14) e Leanna (12). O irmão mais novo de George Jacob (56) também se juntou ao grupo com a esposa Elizabeth (45), os enteados adolescentes Solomon Hook (14) e William Hook (12) e cinco filhos: George (9), Mary (7), Isaac (6), Lewis (4) e Samuel (1). Também viajando com os irmãos Donner estavam os condutores Hiram O. Miller (29), Samuel Shoemaker (25), Noah James (16), Charles Burger (30), John Denton (28) e Augustus Spitzer (30).

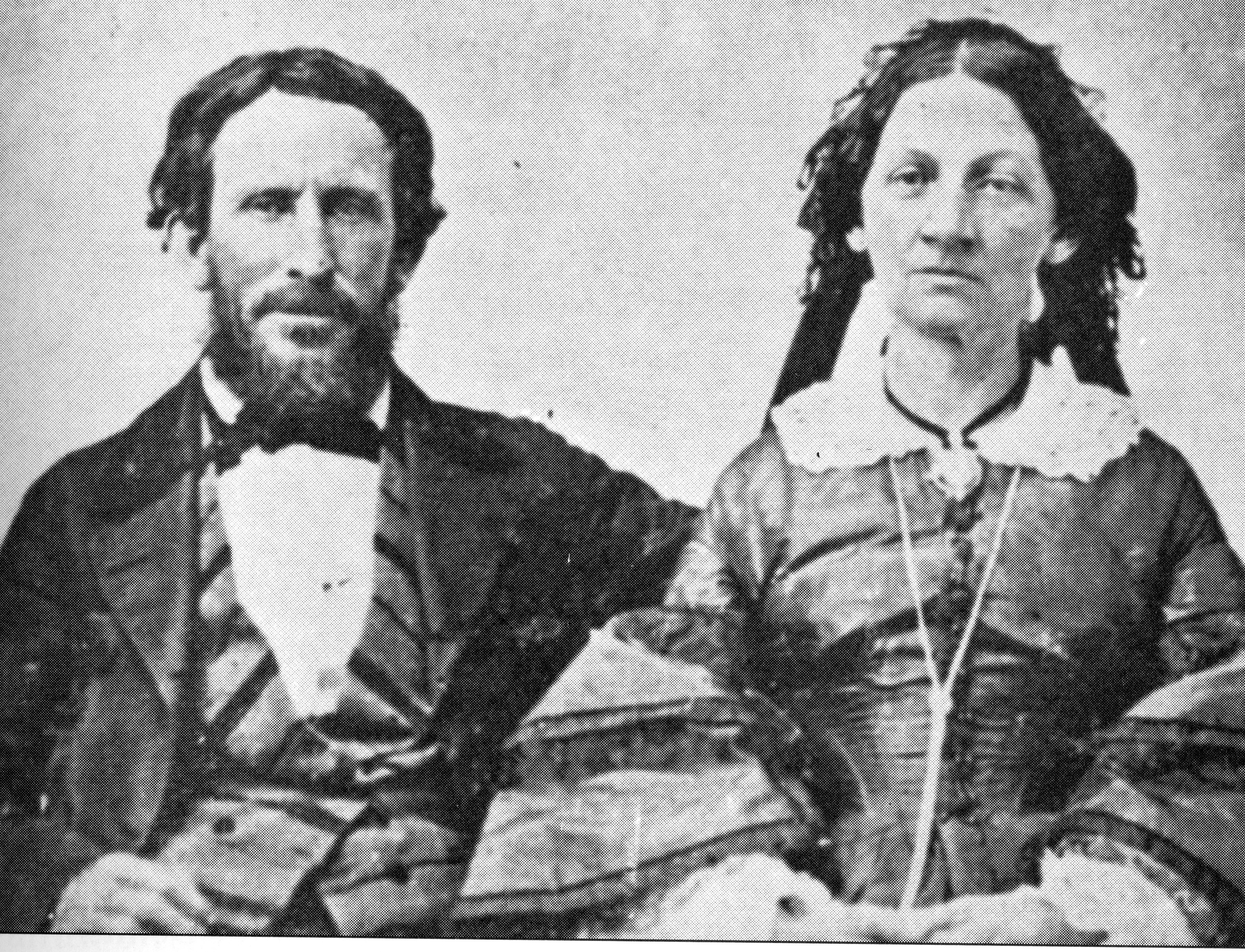
James e Margret Reed

James F. Reed, um irlandês de 45 anos, chegou a Illinois em 1831. Ele estava acompanhado por sua esposa Margret (32), a enteada Virginia (13), a filha Martha Jane ("Patty", 8), os filhos James e Thomas (5 e 3), e Sarah Keyes, a mãe de Margret Reed, de 70 anos, que já se encontrava nos estágios avançados da consunção (tuberculose) e faleceu em 28 de maio; ela foi enterrada ao lado da trilha. Além de buscar uma melhor situação financeira, Reed esperava que o clima da Califórnia ajudasse Margret, que há muito sofria de problemas de saúde. Os Reeds contrataram três homens para conduzir os animais que puxavam as carroças: Milford ("Milt") Elliott (28), James Smith (25) e Walter Herron (25). Baylis Williams (24) foi junto como faz-tudo e sua irmã Eliza (25) como cozinheira.
Na semana anterior à partida de Independence, os Reeds e os Donners juntaram-se a um grupo de 50 carroças nominalmente liderados por William H. Russell. Em 16 de junho, o grupo percorrera 450 milhas (720 km), faltando ainda 200 milhas (320 km) até Fort Laramie, Wyoming. Estavam atrasados pela chuva e por um rio que não parava de subir, mas Tamsen Donner escreveu a uma amiga em Springfield, "certamente, se não experimentei algo muito pior do que já tenha vivido, devo dizer que o problema está todo em ter começado". A jovem Virginia Reed lembrou-se anos mais tarde que, durante a primeira parte da viagem, ela estava "perfeitamente feliz".
Várias outras famílias juntaram-se à caravana ao longo do caminho. Levinah Murphy (37), uma viúva do Tennessee, liderava uma família de 13 pessoas. Seus cinco filhos mais novos eram: John Landrum (16), Meriam ("Mary", 14), Lemuel (12), William (10) e Simon (8). As duas filhas mais velhas de Levinah, já casadas, e suas famílias também vieram: Sarah Murphy Foster (19) seu marido William M. (30) e o filho Jeremiah George (1); Harriet Murphy Pike (18) seu marido William M. (32) e as filhas Naomi (3) e Catherine (1). William H. Eddy (28), um fabricante de carruagens de Illinois, trouxe sua esposa Eleanor (25) e seus dois filhos, James (3) e Margaret (1). A família Breen era chefiada por Patrick Breen (51), um fazendeiro de Iowa, sua esposa Margaret ("Peggy", 40) e sete filhos: John (14), Edward (13), Patrick, Jr. (9), Simon (8), James (5), Peter (3), Isabelle, de 11 meses. O vizinho deles, Patrick Dolan, um solteiro de 40 anos, viajava com eles. O imigrante alemão Lewis Keseberg (32) juntou-se ao grupo com sua esposa Elisabeth Philippine (22) e a filha Ada (2); o filho Lewis Jr. nasceu no meio do caminho. Dois outros homens solteiros, Spitzer e Reinhardt, viajavam com outro casal alemão, os Wolfingers, que se dizia serem ricos; também contrataram um condutor, "Dutch Charley" Burger. Um homem idoso chamado Hardkoop viajava com eles. Luke Halloran, um jovem que parecia ficar mais e mais doente de consunção a cada dia, era passado de família em família pois nenhuma delas tinha tempo ou recursos para cuidar exclusivamente dele.

## O atalho de Hastings
Para promover seu novo atalho (o "Hastings Cutoff"), Lansford Hastings enviou cavaleiros para entregar cartas aos migrantes em curso. Em 12 de julho os Reeds e os Donners receberam uma delas. Hastings advertiu os migrantes que eles poderiam enfrentar oposição das autoridades mexicanas na Califórnia e sugeriu que se juntassem em grandes grupos.

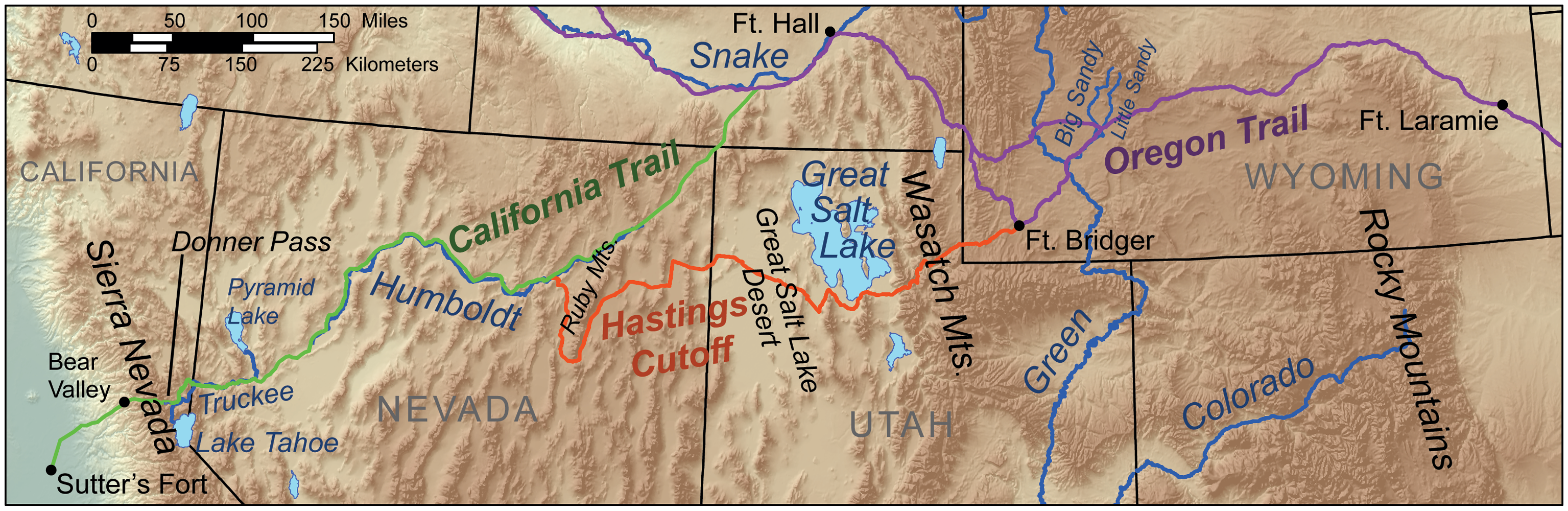
Mapa da rota escolhida pela caravana Donner, mostrando o atalho de Hastings — que adicionou 150 mi à viagem — em laranja

Em 20 de julho, no Rio Little Sandy, a maior parte da caravana optou por seguir o caminho estabelecido via Fort Hall. Um grupo menor optou por seguir para Fort Bridger mas precisava de um líder. A maior parte dos homens jovens era de imigrantes europeus, que não eram considerados líderes ideais. James Reed já vivia nos Estados Unidos há um tempo considerável, era mais velho, tinha experiência militar, mas sua postura autoritária alienara boa parte do grupo, que o considerava aristocrático, imperial e algo ostentatório. Em contraste, o maduro e experiente Donner, americano de nascença, era pacífico e solidário, o que fez com que se tornasse a escolha natural do grupo. Os membros da caravana eram para os padrões da época portadores de um considerável padrão de vida. Embora sejam denominados pioneiros, a grande maioria não possuía habilidades específicas ou a experiência necessária para viajar entre as montanhas e a vastidão desértica, além de pouco conhecimento sobre como interagir com os povos nativos.
O jornalista Edwin Bryant chegou a Blacks Fork uma semana à frente da caravana Donner. Ele viu a primeira parte da trilha e preocupou-se com a dificuldade que as carroças enfrentariam, especialmente com tantas mulheres e crianças. Ele retornou a Blacks Fork para deixar cartas avisando a vários membros para não seguirem o atalho de Hastings. No momento que a caravana Donner chegou a Blacks Fork em 27 de julho, Hastings já havia partido, liderando as 40 carroças do grupo Harlan-Young. Em função do ponto de apoio de Jim Bridger ter mais sucesso comercial se as pessoas usassem o atalho de Hastings, ele disse aos membros da caravana que o atalho era um caminho suave, sem dificuldades topográficas e sem nativos hostis e que assim encurtaria a jornada em 350 milhas (560 km). O acesso à água seria fácil ao longo do caminho, ainda que fosse necessário cruzar um lago seco com 30 a 40 milhas (48 a 64 km) de largura em dois dias.
Reed ficou deveras impressionado com essa informação e defendeu que o grupo tomasse o atalho de Hastings. Ninguém recebeu as cartas de Bryant advertindo-os de que evitassem a rota de Hastings a qualquer custo; em seu diário, Bryant expressa sua convicção de que Bridger deliberadamente escondeu as cartas, uma visão que Reed também expressou num testemunho posterior. Em Fort Laramie, Reed encontrou um velho amigo, chamado James Clyman, que estava vindo da Califórnia. Clyman advertiu Reed para que não tomasse o atalho de Hastings, dizendo-lhe que as carroças não seriam capazes de seguir por ele e que as informações de Hastings estavam erradas. O pioneiro Jesse Quinn Thornton, que seguiu por parte do caminho com Donner e Reed, escreveu em seu livro From Oregon and California in 1848 que Hastings era o "Barão de Munchausen dos viajantes nestas terras". Tamsen Donner, de acordo com Thornton, estava "melancólica, triste e desanimada" com a ideia de deixar a trilha principal em função do conselho de Hastings, a quem ela considerava um "aventureiro egoísta".
Em 31 de julho de 1846, a caravana deixou Blacks Fork após quatro dias de descanso e manutenção das carroças, e a 11 dias atrás do grupo Harlan-Young. Donner contratou um condutor substituto e a família McCutcheon ingressou na caravana, liderada por William (30), sua esposa de 24 anos Amanda, a filha Harriet, de 2 anos, e um jovem de 16 anos, chamado Jean Baptiste Trudeau do Novo México, que dizia conhecer os nativos e o relevo do caminho até a Califórnia .

### Cordilheira Wasatch

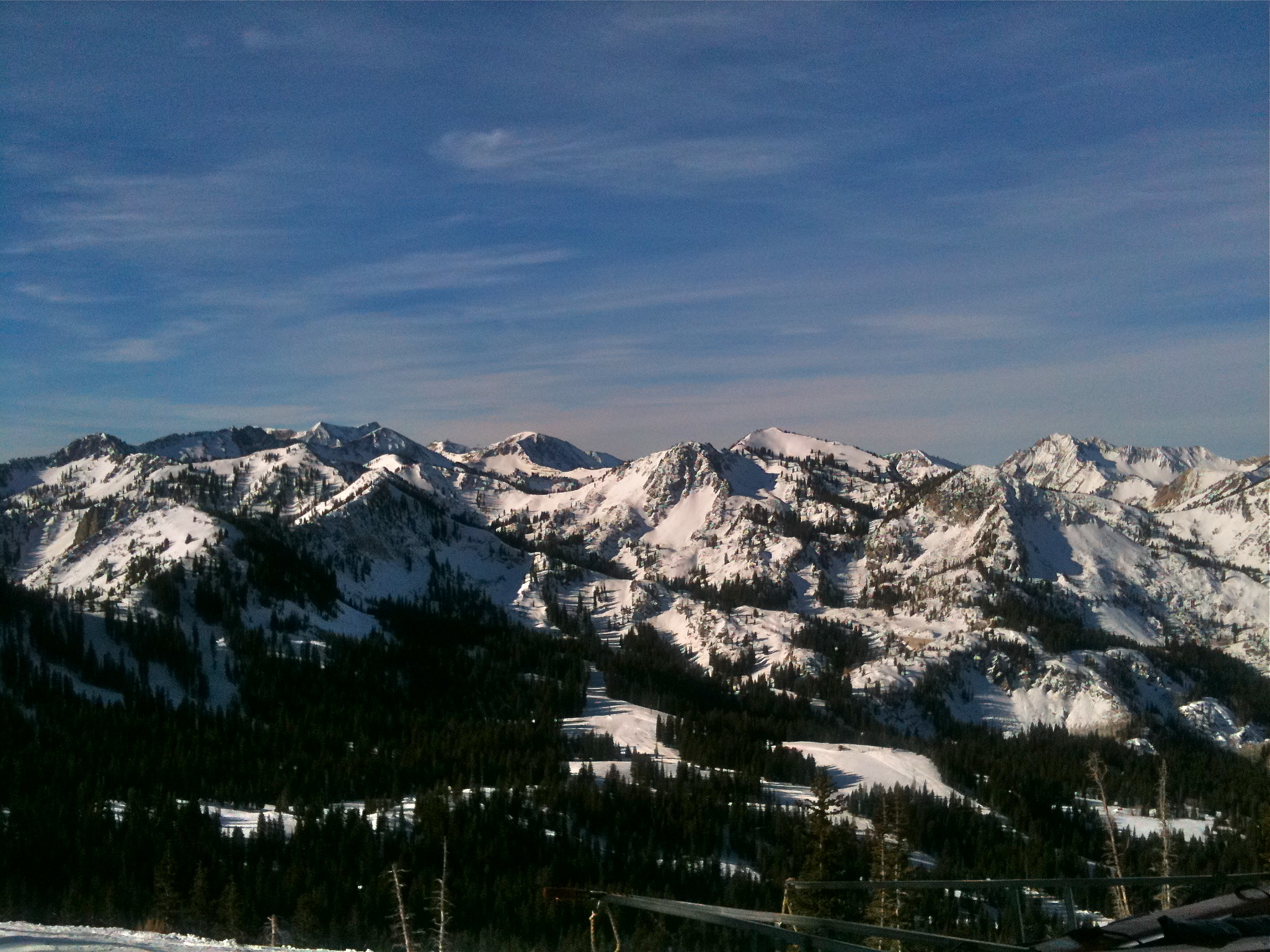
Big Cottonwood Canyon, situado várias milhas ao sul da rota de Donner no meio da Cordilheira Wasatch do norte de Utah

A caravana tomou o rumo sul para seguir o atalho de Hastings. Mas em poucos dias, descobriram que o terreno era muito mais difícil do que lhes fora descrito. Muito embora Hastings tenha dado as direções e deixado cartas nas árvores, acabaram recebendo uma carta deste para que se detivessem em certo momento, assim como também ofereceu um guia para conduzir a caravana nas áreas mais difíceis, mas fez somente parte do percurso, indicando a direção geral a seguir.
Stanton e Pike pararam para descansar e Reed retornou sozinho para o grupo, chegando quatro dias após a partida da caravana. Sem o guia que lhes foi prometido, o grupo teve de decidir se voltava para seguir pela trilha já conhecida, se seguia a trilha marcada pela caravana Harlan-Young através do cânion Weber, ou se criavam a própria trilha na direção que Hastings recomendara. Ao pedido de Reed, o grupo escolheu a nova rota de Hastings. Seus progressos reduziram-se a apenas um milha e meia (2,4 km) por dia. Todos os homens fisicamente capazes tinha de limpar o caminho, tirar as árvores caídas e as rochas do caminho para abrir caminho para as carroças.
Enquanto a caravana Donner fazia seu caminho através da Cordilheira Wasatch, a família Graves, que havia partido para encontrá-los, finalmente alcançou o grupo. O grupo tinha Franklin Ward Graves, de 57 anos, sua esposa Elizabeth (47), seus filhos Mary (20), William (18), Eleanor (15), Lovina (13), Nancy (9), Jonathan (7), Franklin, Jr. (5), Elizabeth (1), e a filha já casada Sarah (22), com o genro Jay Fosdick (23), e o condutor de 25 anos John Snyder, totalizando três carroças. A chegada deles inteirou a caravana com 87 membros em 60 a 80 carroças. A família Graves fez parte do último grupo a deixar o Missouri, confirmando o fato de que a caravana Donner estava no final do êxodo para o Oeste naquele ano.
Já era 20 de agosto no momento em que eles atingiram certo ponto nas montanhas onde puderam olhar para baixo e ver o Grande Lago Salgado. Foram quase duas semanas para atravessar a Cordilheira Wasatch. Os homens começaram a discutir e muitas dúvidas começaram a surgir sobre a sabedoria de quem havia escolhido aquela rota, especialmente James Reed. A comida e os suprimentos começaram a acabar para algumas das famílias menos abastadas. Stanton e Pike haviam ido cavalgar com Reed mas perderam-se no caminho de volta. No momento em que a caravana os encontrou, eles estavam a um dia de comer os cavalos.

### Deserto do Grande Lago Salgado

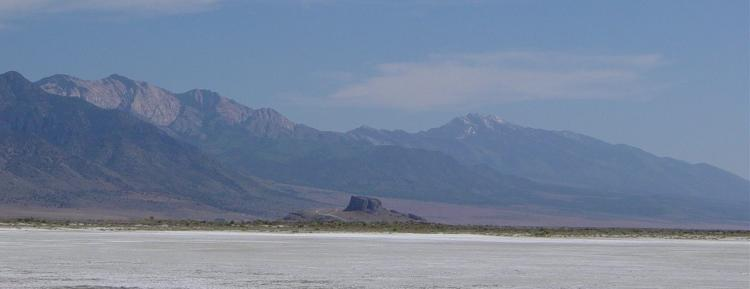
Deserto do Grande Lago Salgado

Luke Halloran morreu de tuberculose em 25 de agosto. Poucos dias antes, a caravana chegou a uma carta rasgada e dilacerada de Hastings. Os pedaços indicavam que eles enfrentariam dois dias e duas noites de viagem difícil sem vegetação para os animais e sem água alguma para todos. A caravana deu descanso ao rebanho e se preparou para a viagem. Após 36 horas eles partiram para atravessar uma montanha de 300 metros no meio do caminho. De seu cume, viram à frente uma planície seca, estéril, perfeitamente plana e coberta com sal branco, maior do que aquele que eles já haviam cruzado, e "um dos lugares mais inóspitos da terra" de acordo com Rarick. O gado já estava fatigado e a água estava acabando.
A caravana seguiu adiante em 30 de agosto, pois não havia alternativa. No calor do dia, a umidade abaixo da crosta de sal subiu à superfície e a tornou uma massa pastosa, com consistência de goma. As rodas das carroças afundavam e em alguns casos, até os eixos. Os dias eram terrivelmente quentes e as noites, geladas. Vários membros do grupo tiveram visões de lagos e caravanas e acreditaram que finalmente haviam ultrapassado Hastings. Após três dias, a água acabou e alguns membros soltaram os animais das carrões para tentar localizar mais. Alguns dos animais estavam tão enfraquecidos que foram deixados presos às carroças e abandonados. Nove dos dez bovinos de Reed soltaram-se, enlouquecidos pela sede, e desembestaram para o deserto. O gado de outras famílias, assim como vários cavalos, também se perdeu. Os rigores da jornada causaram prejuízos irreparáveis às carroças, mas nenhuma vida humana havia sido perdida diretamente por isso até então. Em vez da promessa de jornada feita durante dois dias ao longo de 40 milhas (64 km), o percurso que na realidade se estendeu por 80 milhas (130 km) ao longo do Deserto do Grande Lago Salgado durou seis.
Ninguém da caravana tinha qualquer esperança no atalho de Hastings enquanto se recuperavam nas fontes no outro lado do deserto. Eles passaram vários dias tentando buscar as carroças deixadas no deserto e transferir a comida e os suprimentos para outras carroças. A família Reed foi a que teve as maiores perdas e Reed tornou-se mais assertivo, solicitado a todas as família um inventário de seus bens e de toda a comida a ele. Ele sugeriu que dois homens devessem ir ao Forte Sutter na Califórnia; ele ouviu que John Sutter estava sendo excessivamente generoso com os voluntariosos pioneiros e que podia ajudá-los com provisões extras. Charles Stanton e William McCutchen voluntariaram-se para fazer a perigosa viagem. As carroças remanescentes e que ainda estavam em condições de serviço eram puxadas por times mistos de vacas, bois e mulas. Era meados de setembro e os dois homens que foram em busca dos animais perdidos informaram que havia ainda 40 milhas (64 km) de deserto à frente.
O gado agora estava exausto e magro, mas a caravana Donner cruzou o segmento seguinte do deserto relativamente ileso. A jornada parecia tornar-se mais fácil, particularmente através do vale próximo às montanhas Ruby. Apesar do quase ódio a Hastings, eles não tinham outra opção que não a de seguir sua trilha, que já tinha semanas. Em 26 de setembro, dois meses após ter entrado no atalho, a caravana Donner reentrou a trilha tradicional ao longo de um curso d'água que viria a ser conhecido como Rio Humboldt. Ter tomado o atalho provavelmente os atrasou por aproximadamente um mês.

## Retomando a trilha

### O banimento de Reed
Ao longo do rio Humboldt o grupo encontrou-se com nativos americanos da tribo Paiute, que se juntaram a eles por poucos dias, mas roubaram (ou atiraram em) o gado e os cavalos. Agora, outubro já estava acabando e as famílias integrantes da caravana se separaram para ganhar tempo. Duas carroças do grupo remanescente embaraçaram-se e John Snyder fustigou o animal de carga de Milt Elliot, contratado por Reed. Quando Reed interveio, Snyder o fustigou com o chicote. Reed retaliou enfiando fatalmente uma faca sob a clavícula de Snyder.
Naquela noite, as testemunhas do fato reuniram-se para discutir o que devia ser feito. À época, as leis dos Estados Unidos ainda não eram aplicáveis a oeste da Divisória Continental (no que então era território mexicano) e as caravanas aplicavam sua própria justiça. Mas George Donner, o líder da caravana, estava um dia inteiro à frente da caravana com sua família. Snyder havia sido visto atingindo James Reed e alguns diziam que ele também havia atingido Margret Reed, mas Snyder era popular e Reed, por sua vez, não o era. Keseberg sugeriu que Reed fosse enforcado, mas se obteve um compromisso pelo qual ele deixaria o acampamento sem sua família, que seria cuidada pelos outros grupos. Reed partiu só na manhã seguinte, desarmado, mas sua enteada Virginia foi atrás dele e secretamente lhe forneceu um rifle e alguma comida.

### Desintegração

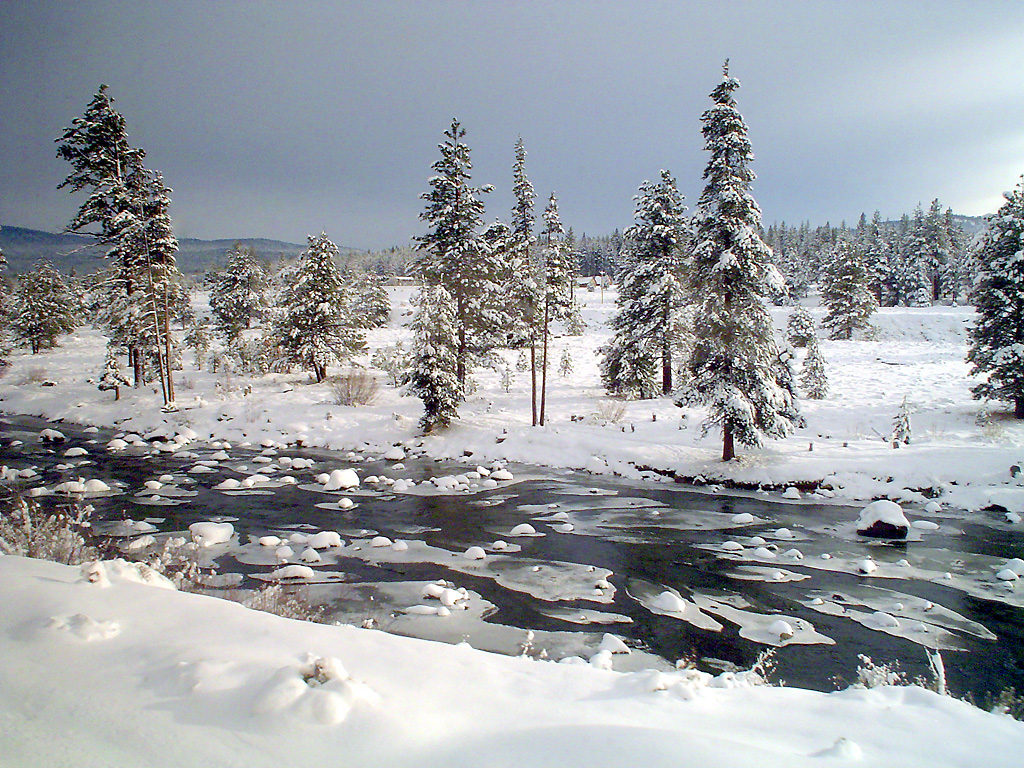
O rio Truckee no inverno

As provações que a Caravana Donner havia enfrentado até então fez com que o grupo se mostrasse cada vez mais polarizado e cindido em diversos grupos, cada qual cuidando de si e suspeitoso e desconfiado dos demais. A vegetação tornara-se escassa e os animais enfraqueciam a olhos vistos. Para aliviar o peso dos animais, todos deveriam caminhar. Keseberg tirou Hardkoop de sua carroça, dizendo ao idoso que este devia caminhar ou morrer. Poucos dias mais tarde, Hardkoop sentou-se próximo a um córrego: seus pés estavam tão inchados que haviam se rachado; ele não foi mais visto novamente. William Eddy implorou aos demais que o procurassem, mas todos recusaram, dizendo que não desperdiçariam mais recursos com um homem já próximo aos 70 anos de idade.
Enquanto isso, Reed alcançou os Donners e continuou com um de seus condutores, Walter Herron. Os dois compartilharam um cavalo, sendo capazes de percorrer 25 a 40 milhas (40 a 64 km) por dia. O resto do grupo juntou-se novamente aos Donners, mas as dificuldades continuaram. Os nativos perseguiram e afastaram todos os cavalos dos Graves e outra carroça ficou para trás. Com pouca vegetação para os animais, o gado dispersou-se ainda mais, o que permitiu aos Paiutes roubar mais 18 cabeças durante um noite; várias manhãs mais tarde, eles haviam atirado em mais 21 cabeças. Até então, o grupo havia perdido quase 100 cabeças e as provisões estavam próximas do fim. Com quase todo o seu gado sumido ou eliminado, Wolfinger parou para esconder sua carroça, enterrando-a; Reinhardt e Spitzer ficaram para trás para ajudar. Eles voltaram sem ele, dizendo que ele fora atacado por Paiutes e que não sobrevivera. Mais um trecho de deserto estava à frente. O rebanho dos Eddys havia sido exterminado pelos nativos e eles foram forçados a abandonar sua carroça. A família consumira todos os seus recursos, mas as outras famílias recusaram-se a sustentar as crianças dos Eddys. Os Eddys foram forçados a caminhar, carregando suas crianças, em situação de miséria e com sede profunda. Margret Reed e seus filhos também agora estavam sem sua carroça. Mas logo o deserto chegou ao fim e a caravana encontrou o Rio Truckee em um lugar com vegetação verdejante.
No entanto, eles tinham pouco tempo para descansar. A grupo estava pressionado a cruzar as montanhas antes que as neves chegassem. Stanton, um dos dois homens que partira um mês antes para buscar ajuda na Califórnia encontrou a caravana: ele trouxe mulas, comida e dois nativos da tribo Miwok, chamados Luis e Salvador. Ele também trouxera notícias: Reed e Herron, ainda que extenuados e famintos, chegaram ao Forte Sutter na Califórnia. A essa altura, de acordo com Rarick, "aos enlameados e famintos membros da Caravana Donner, parecia que o pior já havia passado. Eles já haviam passado por mais que quaisquer outros viajantes."

## Bloqueados pela neve

### Passo Donner

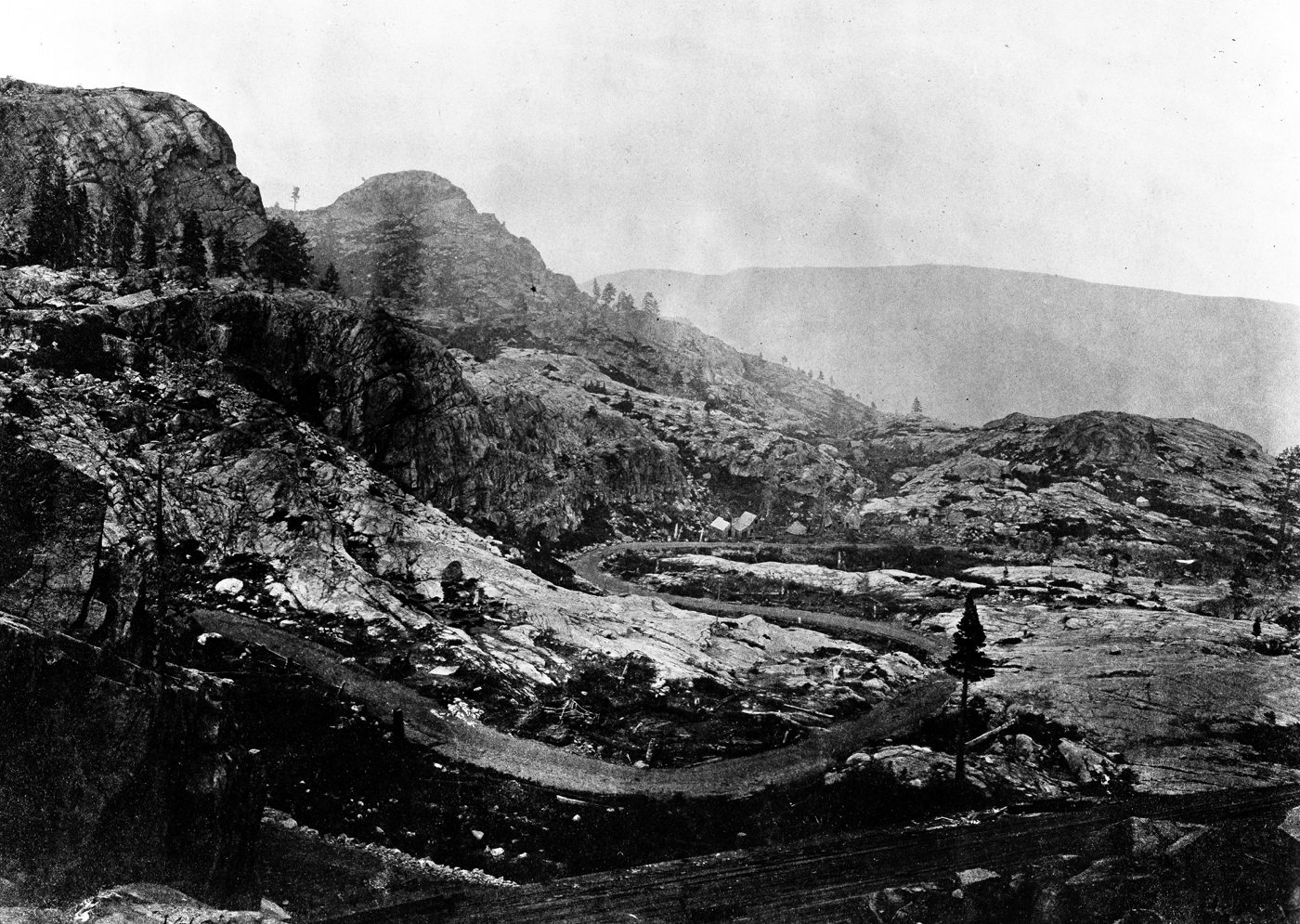
O passo a 7088 ft sobre o Lago Truckee ficou bloqueado pela neve precoce em novembro de 1846 (fotografia datada da década de 1870). Tanto o lago quanto o passo de montanha receberam o nome Donner.

À perspectiva de encarar montanhas descritas como muito piores que as da Cordilheira Wasatch, o grupo teve de decidir se avançava a qualquer custo ou se descansava os animais. Era 20 de outubro e lhes havia sido dito que não nevaria no passo antes de meados de novembro. William Pike foi morto quando uma arma carregada por William Foster foi descarregada negligentemente, um evento que pareceu ser o motivador da decisão para todos, família por família, eles retomaram a jornada: primeiramente os Breens, depois os Kesebergs, então os Stanton com Reeds, Graves e Murphys. Os Donners esperaram e ficaram para o fim. Após poucas milhas de terreno difícil, o eixo de uma das carroças quebrou. Jacob e George foram à mata preparar uma peça de reposição. George Donner cortou a mão enquanto talhava a madeira mas o ferimento parecia ter sido superficial.
A neve começou a cair. Os Breens conseguiram chegar até uma encosta "massiva, quase vertical" de 1 000 pés (300 m) até o Lago Truckee Lake (agora Lago Donner), a 3 milhas (4,8 km) do topo e montaram acampamento próximo a uma cabana que fora construída dois anos antes por outro grupo de pioneiros. Os Eddys e os Kesebergs juntaram-se ao Breens, tentando vencer o passo, mas encontraram congères de 5–10 pés (1,5–3,0 m) e não conseguiram encontrar a trilha. Retornaram ao Lago Truckee e dentro de um dia, todas as famílias acamparam por ali, com exceção dos Donners, que ficaram num lugar a 5 milhas (8,0 km) abaixo — meio dia de jornada. Ao longo dos dias seguintes, várias outras tentativas foram feitas com o propósito de seguir em frente com as carroças e os animais sobre o passo, mas todos os esforços falharam.

### Acampamento de inverno

Mapa mostrando o Lago Truckee e a localização dos grupos da caravana

Sessenta membros e agregados das famílias Breen, Graves, Reed, Murphy, Keseberg e Eddy ajeitaram-se para passar o inverno no Lago Truckee. Três cabanas, distantes umas das outras, feitas de troncos de pinheiro, passaram a ser suas casas, com chão de terra e telhados planos de construção rudimentar que vazavam quando chovia. Os Breens ocupavam uma cabana, os Eddys e os Murphys outra, e os Reeds e os Graves compartilhavam a terceira. Keseberg construiu um "puxadinho" apoiado na cabana dos Breen para abrigar sua família. Todos usavam lonas ou peles de vaca para cobrir os telhados. Não havia janelas ou portas, apenas buracos para permitir a entrada e a saída. Das 60 pessoas no Lago Truckee, 19 eram homens adultos, acima de 18 anos e 12 eram mulheres, mais 29 crinaças, das quais seis tinham menos de três anos de idade. Mais abaixo na trilha, próximo ao córrego denominado Alder, o grupo dos Donner rapidamente construiu tendas para abrigar 21 pessoas, incluindo a senhora Wolfinger, sua filha, e os condutores: num total de seis homens, três mulheres e doze crianças. Começou a nevar novamente na noite de 4 de novembro, o início de uma tempestade que duraria oito dias.
No momento em que a caravana montou o acampamento, muito pouco restara da comida e dos suprimentos que Stanton trouxera do Forte Sutter. O gado começou a morrer e as carcaças foram congeladas e empilhadas. O lago Truckee ainda não havia congelado completamente, mas os pioneiros não sabiam como capturar trutas do lago. Eddy, o mais experiente caçador do grupo, matou um urso, mas teve pouca sorte dali em diante. As famílias Reed e Eddy perderam quase tudo. Margret Reed prometeu pagar em dobro quando chegassem à Califórnia pelo uso de três cabeças de gado das famílias Graves e Breen. Graves cobrou de Eddy US$ 25,00 — o preço normal de duas cabeças de gado sadias — pela carcaça de um boi que morrera de inanição.
O desespero cresceu no acampamento e alguns consideraram a possibilidade que os indivíduos poderiam seguir em frente onde as carroças não pudessem fazê-lo. Em 12 de novembro, a tempestade amainou e um pequeno grupo tentou chegar ao cume a pé, mas percebeu que a neve fofa impedia seguir em frente e voltou na mesma noite. Ao longo da semana seguinte, mais duas tentativas por grupos pequenos foram levadas adiante, mas falharam. Em 21 de novembro um grupo maior, com 22 pessoas, chegou ao topo: seguindo por mais 1,5 milhas (2,4 km) a oeste, abortaram a tentativa e logo retornaram ao lago em 23 de novembro.

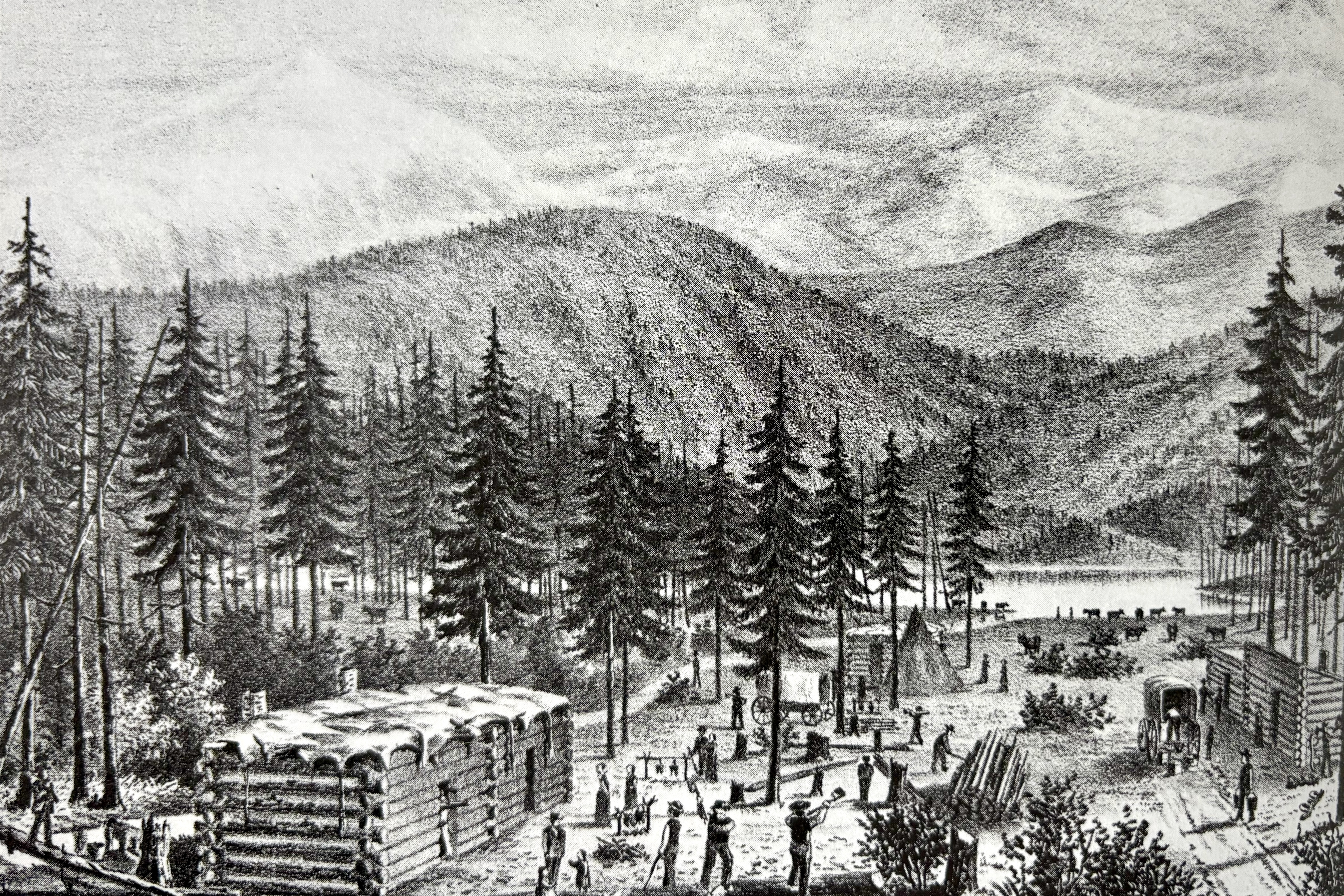
Ilustração artística do acampamento do Lago Truckee baseado nas descrições de William Graves

Patrick Breen começou um diário em 20 de novembro. Ele preocupou-se primeiramente com o tempo, marcando as tempestades e quanta neve havia caído, mas logo começou a incluir referências a Deus e à religião em seus registros. A vida no Lago Truckee era miserável: as cabanas eram apertadas e imundas e nevava tanto que as pessoas eram incapazes de sair por vários dias. A alimentação logo passou a consistir de pele de vaca, em tirar que eram cozidas para fazer uma geleia pegajosa e tida como muito desagradável. Os ossos do gado e dos cavalos eram cozidos repetidamente para fazer sopa, tornando-se tão quebradiços que esmigalhavam-se ao serem mastigados. Às vezes, eram amolecidos ao terem sido queimados e comidos. Pedaço a pedaço, as crianças dos Murphy pegaram o tapete de pele que ficava em frente à lareira, assou-o no fogo e o comeu. Após a partida do grupo, dois terços dos migrantes no Lago Truckee eram crianças: a senhora Graves cuidava de oito e Levinah Murphy e Eleanor Eddy cuidavam juntas de nove. Os migrantes capturavam e comiam os ratos que invadiam as cabanas. Logo, muitas das pessoas estavam enfraquecidas e passavam a maior parte do tempo nos seus leitos. Ocasionalmente, uma delas seria capaz de fazer a caminhada de um dia inteiro para ver os Donner. Soube-se que Jacob Donner e os três homens contratados haviam morrido. Um deles, Joseph Reinhardt, confessou em seu leito de morte que assassinara Wolfinger. A mão de George Donner infeccionara, deixando apenas quatro homens aptos para o trabalho no acampamento de Donner.
Margret Reed conseguira economizar comida o bastante para garantir uma sopa na ceia de Natal, para a alegria de suas crianças, mas já em janeiro a família já estava passando fome e próxima da inanição, considerando a possibilidade de comer as peles que serviam de teto. Margret Reed, Virginia, Milt Elliott e a criada Eliza Williams tentaram deixar o local, dizendo que seria melhor tentarem trazer comida em vez de ficarem parados e ver as crianças passarem fome. Depois de quatro dias na neve eles tiveram de voltar. A cabana estava inabitável; o telhado de pele de boi servira como comida e a família foi viver com os Breens. Os criados foram viver com outras famílias. Um dia, os Graves vieram para receber aquilo que os Reeds deviam e tomaram as peles de boi e tudo que a família tinha para comer.

### "A esperança Forlorn"
O grupo baseado no Lago Truckee começou a enfraquecer. Spitzer morreu, depois Baylis Williams (um condutor a serviço do Reeds) também pereceu, mais de desnutrição do que de fome. Franklin Graves produziu 14 pares de raquetes de neve para caminhada com o que tinha à mão. Um grupo de 17 homens, mulheres e crianças partiu a pé para tentar cruzar o passo de montanha. Como evidência de quão sombrias eram suas chances, quatro dos homens eram pais. Três das mulheres, que eram mães, entregaram as crianças menores a outras mulheres. Não carregavam muito peso, levando o equivalente a alimentação para seis dias, um rifle e um cobertor para cada um, um machado e algumas pistolas, esperando chegar a Bear Valley. O historiador Charles McGlashan mais tarde veio a denominar esse grupo como "a esperança Forlorn". Dois dos que não usavam as raquetes de neve para caminhada, Charles Burger e William Murphy, de 10 anos, logo retornaram ao acampamento. Os outros membros do grupo improvisaram um par de raquetes para caminhada para Lemuel Murphy, de 12 anos, na primeira noite com uma albarda que estavam carregando.

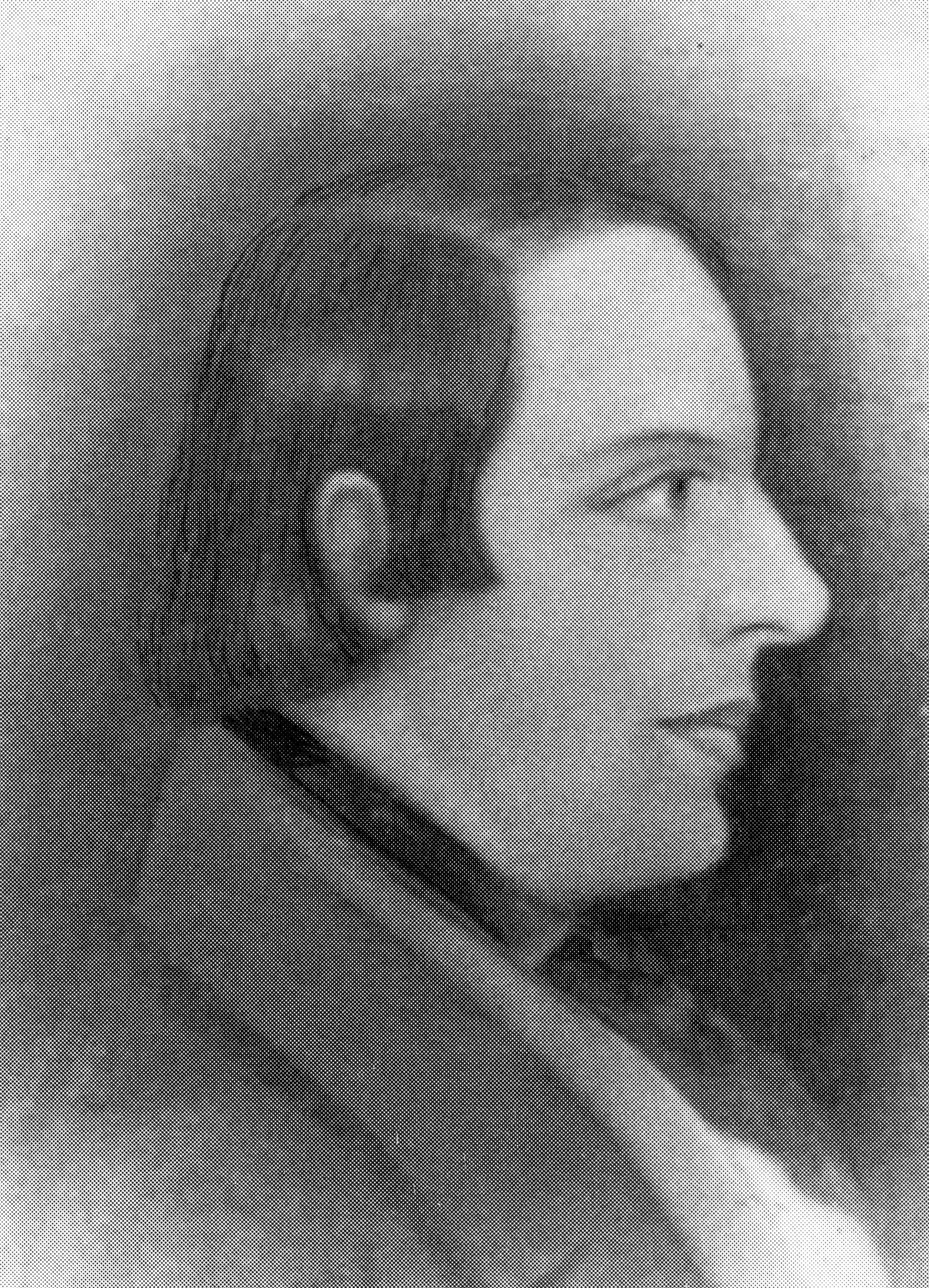
Charles Tyler Stanton

As raquetes mostraram-se desconfortáveis mas efetivas na subida árdua. Os integrantes do grupo não estavam bem-alimentados nem acostumados a acampar numa neve que chegava a 12 pés (3,7 m) de profundidade e lá pelo terceiro dias, a maioria já estava com fotoceratite. No sexto dia, Eddy descobriu que sua esposa escondera por volta de meia libra (450 g) de carne de urso nos pertences dele. O grupo partira novamente na manhã de 21 de dezembro; Stanton estava em sofrimento há vários dias e ficou para trás, dizendo que logo acompanharia o grupo. Seus restos mortais foram encontrados ali no ano seguinte.
O grupo ficou perdido e confuso. Após mais dois dias sem comida, Patrick Dolan propôs que um deles se voluntariasse para morrer a fim de alimentar os demais. Alguns sugeriram um duelo, outros sugeriram uma loteria para escolher um integrante a sacrificar. Eddy sugeriu que eles continuassem em frente até que alguém tombasse de exaustão, mas uma nevasca forçou o grupo a parar. Antonio, o tratador de animais, foi o primeiro a morrer; Franklin Graves foi a próxima baixa.
Com o avanço da nevasca, Patrick Dolan começou a bravatear em delírio, arrancou as próprias roupas e correr para o mato. Retornou logo em seguida e faleceu depois de algumas horas. Não muito tempo depois, possivelmente porque Murphy estava agonizando, alguns integrantes do grupo começaram a comer a carne tirada do corpo de Dolan. A irmã de Lemuel tentou alimentá-lo, mas este morreu logo em seguida. Eddy, Salvador e Luis recusaram-se a comer. Na manhã seguinte, o grupo retirou os músculos e os órgãos dos corpos de Antonio, Dolan, Graves e Murphy. Eles secaram as partes retiradas para mantê-las nos dias adiante, tomando o cuidado de garantir que ninguém tivesse que comer os próprios parentes.

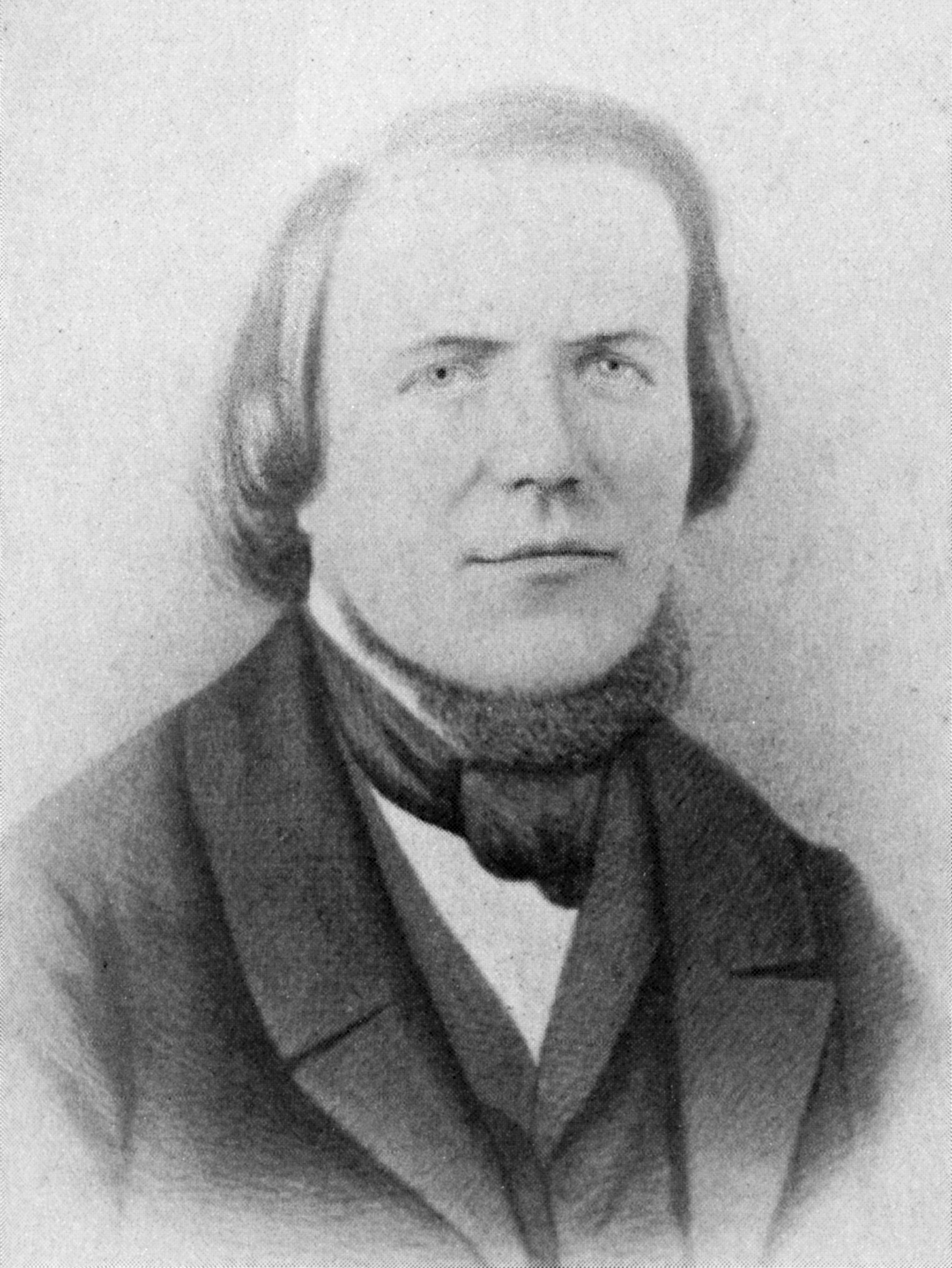
William H. Eddy

Após três dias de descanso, eles partiram novamente, procurando a trilha. Eddy acabou sucumbindo à própria fome e também comeu carne humana, mas esta logo acabou. Os integrantes logo começaram a tirar a pele das raquetes de caminhada e discutiram se deviam matar Luis e Salvador para comê-los, antes que Eddy avisasse os dois e eles discretamente deixassem o grupo. Jay Fosdick morreu durante a noite, deixando o grupo com apenas sete pessoas. Eddy e Mary Graves saíram para caçar, mas quando voltaram com carne de cervo, o corpo de Fosdick já havia sido retalhado para alimentar os sobreviventes. Após mais alguns dias — 25 desde a partida do Lago Truckee — eles se depararam com Salvador e Luis, que não comiam há nove dias e estavam próximos da morte. William Foster atirou na dupla, na crença de que a carne de ambos fosse a última esperança de evitar a iminente morte do grupo pela fome.
Em 12 de janeiro, o grupo casualmente chegou a um acampamento Miwok com uma aparência tão acabada que os habitantes inicialmente fugiram de susto. Ao retornarem, os Miwoks deram-lhes o que tinham para comer: bolotas, ervas e pinhões. Após poucos dias, Eddy continuou com a ajuda de um Miwok até um rancho numa pequena comunidade agrícola nas bordas do Vale de Sacramento. Um grupo de resgate montado às pressas encontrou os outros seis sobreviventes em 17 de janeiro. A sua jornada partindo do Lago Truckee durara 33 dias.

## Resgate

### Reed tenta um resgate
James F. Reed conseguiu sair da Serra Nevada e chegar ao Rancho Johnson em outubro. Ele estava seguro e se restabelecendo no Forte Sutter, mas a cada dia ele ficava mais preocupado com o que acontecera com a sua família e com seus amigos. Ele implorou ao coronel John C. Frémont para reunir um grupo de homens para cruzar o passe e ajudar o grupo do qual viera. Em contrapartida, Reed prometera juntar-se às forças de Frémont para lutar na Guerra Mexicano–Americana. McCutchen juntou-se a ele, não tendo conseguido retornar com Stanton, assim como alguns membros da Caravana Harlan-Young. A Caravana Harlan-Young chegara ao Forte Sutter em 8 de outubro, a última a fazê-lo ao vencer a Serra Nevada naquela temporada. O grupo, com 30 cavalos e uma dúzia de homens levando suprimentos, esperava encontrar a caravana Donner no lado ocidental da cordilheira, ao longo do Rio Bear e abaixo do Emigrant Gap, talvez famintos mas vivos. Quando chegaram ao vale do rio, encontraram apenas um casal, migrantes que se separaram de outro grupo e que estavam à beira da inanição.
Dois guias desertaram com alguns cavalos, mas Reed e McCutchen seguiram vale acima até Yuba Bottoms, caminhando a última milha a pé. Eles olharam para cima no Emigrant Gap, a apenas 12 milhas (19 km) do topo, bloqueado pela neve, possivelmente no mesmo dia em que os Breens tentaram liderar uma última tentativa de vencer o passo rumo ao leste. Desanimados, eles retornaram ao Forte Sutter.

### Primeira assistência
A maior parte da força militar da Califórnia estava engajada na Guerra Mexicano–Americana e com eles a grande maioria dos homens capazes. Por exemplo, as tropas do coronel Frémont estavam ocupadas em capturar Santa Barbara. Em toda a região, os caminhos estavam bloqueados, as comunicações estavam comprometidas e os suprimentos, indisponíveis. Apenas três homens responderam ao chamado para resgatar a Caravana Donner. Reed estabeleceu-se em San José até fevereiro em função de levantes regionais e da confusão geral. Ele passou essas semanas falando com outros pioneiros e conhecidos. O povo de San José respondeu criando um abaixo-assinado destinado à Marinha dos Estados Unidos para ajudar as pessoas que estavam no Lago Truckee. Dois jornais locais relataram que membros do grupo que deixara o lago haviam recorrido ao canibalismo, o que ajudou a trazer simpatia àqueles que ainda estavam presos pela neve. Residentes de Yerba Buena, muitos migrantes recentes, levantaram US$ 1.300,00 (US$ 35.000,00 em 2018) e organizaram esforços para formar um grupo de resgate para os refugiados.
Um grupo de resgate com a participação de William Eddy foi formado em 4 de fevereiro partindo do Vale de Sacramento. No entanto, a chuva e um rio caudaloso causaram numerosos atrasos. Eddy parou no Bear Valley, enquanto os demais fizeram progressos contínuos através da neve para cruzar o passo até o Lago Truckee, escondendo comida em pontos conhecidos ao longo do caminho de modo que não tivesse de carregá-la toda. Três membros retornaram, mas os demais seguiram adiante.
Em 18 de fevereiro, o grupo de resgate com sete homens subiu ao Passo Frémont (agora Passo Donner); e conforme aproximaram-se do lugar onde Eddy lhes dissera que as cabanas estavam, começaram a gritar. A senhora Murphy apareceu em meio a um buraco na neve, olhou para eles e perguntou: "vocês são homens da Califórnia, ou vieram do paraíso?" O grupo de resgate distribuiu a comida em pequenas porções, preocupado com a possibilidade de que os emaciados sobreviventes falecessem ao comer demais. Todas as cabanas estavam soterradas pela neve. Os telhados de pele estavam encharcados, haviam começado a apodrecer e o mau cheiro era avassalador. Treze pessoas haviam morrido e seus corpos haviam sido rudimentarmente enterrados na neve junto às cabanas. Alguns dos migrantes estavam emocionalmente abalados. Três integrantes do grupo de resgate foram até o acampamento dos Donners e trouxeram de volta quatro crianças esqueléticas e três adultos. Leanna Donner estava com dificuldade para subir o trecho íngreme de Alder Creek ao Lago Truckee: mais tarde escreveu "tamanha dor e miséria que eu suportei não podem ser descritas". O braço de George Donner estava tão gangrenado que ele não podia se mover. Vinte e três pessoas foram escolhidas para partir com o grupo de resgate, deixando vinte e uma nas cabanas do Lago Truckee e mais doze em Alder Creek.
Os socorristas não contaram o destino do grupo deixara o acampamento no final do ano, informando os migrantes resgatados que eles apenas não retornaram porque sofreram com geladuras. Patty e Tommy Reed logo ficaram tão fracos para cruzar as congères e ninguém estava forte o bastante para carregá-los. Margret Reed encarou o dilema agonizante de acompanhar seus dois filhos mais velhos até Bear Valley ou ver os dois mais fracos serem levados de volta ao Lago Truckee sem nenhum ascendente. Ela fez o socorrista Aquilla Glover jurar pela sua honra como maçom que ele voltaria pelas crianças dela. Patty Reed disse-lhe: "bem, mãe, se você não me vir mais, faça o melhor que puder." Após o retorno ao lago, a família Breens simplesmente recusou-se a deixar as crianças entrarem na cabana, mas após Glover deixar mais comida, as crianças foram relutantemente admitidas. O grupo de resgate consternou-se ao descobrir que o primeiro ponto onde a comida foi deixada havia sido descoberto pelos animais, deixando-os sem comida por quatro dias. Após o esforço para subir até o passo, John Denton entrou em coma e faleceu. Ada Keseberg morreu logo em seguida; sua mãe ficou inconsolável, recusando-se a deixar o corpo da criança. Após vários dias de viagem por um terreno muito difícil, os socorristas começaram a se preocupar que as crianças não sobrevivessem. Algumas comeram as franjas da calça de pele de um deles e os cadarços de outro, para a surpresa do grupo de socorristas. No caminho montanha abaixo, encontraram o próximo grupo de resgate, que incluía James Reed. Após ouvir sua voz, Margret tombou na neve, perplexa.
Após os migrantes resgatados serem deixados em segurança em Bear Valley, William Hook, o enteado de Jacob Donner, disparou até um empório, onde comeu até morrer de congestão. Os demais seguiram até o Forte Sutter, onde Virginia Reed escreveu: "eu realmente creio que cheguei ao paraíso". Ela divertiu-se ao notar que um dos jovens lhe pediu em casamento, embora ela contasse apenas 12 anos e estivesse se recuperando da inanição, mas ela o recusou.

### Segunda assistência
Em 1º de março, um segundo grupo chegou ao Lago Truckee. Entre esses socorristas estavam veteranos montanhistas, mais notavelmente John Turner, que acompanharam o retorno de Reed e McCutchen. Reed reuniu-se com sua filha Patty e seu filho Tommy, já enfraquecido. Uma inspeção na cabana dos Breen encontrou os ocupantes relativamente bem, dadas as condições, mas na cabana dos Murphy, de acordo com o autor George Stewart, a condição "passava dos limites da descrição e quase da imaginação". Levinah Murphy cuidava de seu filho Simon, de oito anos e dois dos filhos mais novos de William Eddy e Foster. Ela estava com deterioração mental e quase cega. As crianças estavam apáticas e não recebiam higiene há dias. Lewis Keseberg havia se mudado para cabana e mal podia se mover por estar com uma perna machucada.
Ninguém no Lago Truckee morrera durante o período entre a partida do primeiro grupo de resgate e a chegada do segundo grupo. Patrick Breen documentou uma visita perturbadora na última semana de fevereiro à senhora Murphy, que havia lhe dito que sua família estava considerando comer Milt Elliott. Reed e McCutchen encontraram o corpo mutilado de Elliott. O grupo que permanecera em Alder Creek não estava melhor. Os primeiros dois socorristas do grupo de resgate viram Trudeau carregar uma perna humana. Quando foram percebidos, ele jogou o pedaço em um buraco na neve que continha o corpo já desmembrado de Jacob Donner. Dentro da cabana, Elizabeth Donner recusava-se a comer, embora as crianças estivessem se alimentando dos órgãos do pai delas. Os socorristas descobriram outros três corpos que já haviam sido consumidos. Na outra cabana Tamsen Donner estava bem, mas George estava muito doente porque a infecção se alastrara para seu ombro.

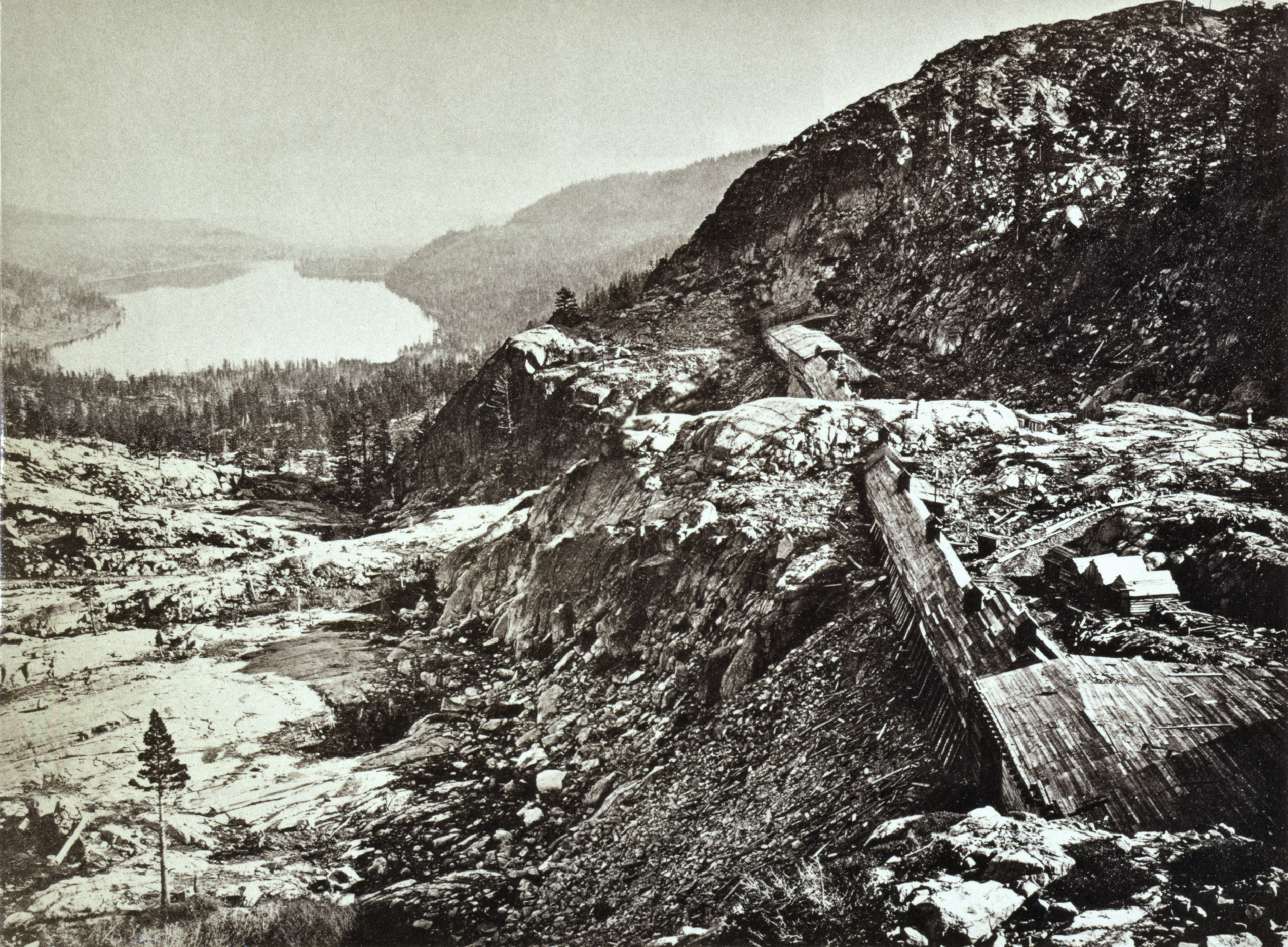
A visão do Lago Truckee a partir do Passo Donner, datada de 1868 quando a Central Pacific Railroad foi terminada.

O segundo grupo de resgate evacuou 17 migrantes do Lago Truckee, dois quais apenas três eram adultos. As famílias Breen e Graves prepararam-se para partir. Apenas cinco pessoas ficaram no Lago Truckee: Keseberg, a senhora Murphy e seu filho Simon, o jovem Eddy e as crianças dos Foster. Tamsen Donner voluntariou-se para ficar com seu marido adoentado após Reed tê-la informado que um terceiro grupo de resgate logo iria chegar. A senhora Donner manteve suas filhas Eliza, Georgia e Frances consigo.
O caminho de volta até Bear Valley foi feito muito lentamente. Em certo ponto, Reed enviou dois homens à frente para recuperar os suprimentos deixados no primeiro ponto, na esperança de que o terceiro grupo de resgate, um pequeno grupo liderado por Selim E. Woodworth, viesse a qualquer momento. Mas uma nevasca violenta chegou após eles terem chegado ao passo. O menino Isaac Donner, de cinco anos, morreu congelado e o próprio Reed quase morreu. Os pés de Mary Donner ficaram severamente queimados por estarem tão gelados que ela não percebeu que dormira com eles junto ao fogo. Quando a tempestade passou, as famílias Breen e Graves estavam tão apáticas e exaustas que mal podiam se levantar e seguir em frente, não tendo se alimentado por dias. O grupo de resgate não teve escolha a não ser deixá-los para trás.
Três membros do grupo de resgate permaneceram, um no Lago Truckee e dois em Alder Creek. Enquanto um deles, Nicholas Clark, foi caçar, os outros dois, Charles Cady e Charles Stone, fizeram planos de retornar à Califórnia. De acordo com Stewart, Tamsen Donner fez com eles um acordo para levar três de seus filhos até a Califórnia, talvez por US$ 500,00 em dinheiro vivo. Cady e Stone levaram as crianças até o Lago Truckee mas as deixaram ali e partiram sós, ultrapassando Reed e os demais em dias. Vários dias mais tarde, Clark e Trudeau concordaram em partir juntos. Quando encontraram as garotas Donner no Lago Truckee, retornaram a Alder Creek para informar Tamsen Donner do fato.
William Foster e William Eddy, ambos sobreviventes do grupo que partira no final de dezembro, saíram de Bear Valley para encontrar Reed, levando com eles um homem chamado John Stark. Após um dia, eles o encontraram cuidando dos filhos, todos com geladuras e sangramentos, mas vivos. Desperados para resgatar os próprios filhos, Foster e Eddy persuadiram quatro homens, com súplicas e promessas de dinheiro, para retornar ao Lago Truckee e trazê-los com eles. Onze sobreviventes foram reunidos em torno de uma fogueira que afundara em uma cova. O grupo de resgate partiu com Foster, Eddy e os outros dois em direção ao Lago Truckee. Dois socorristas, esperando resgatar os mais saudáveis, pegaram cada um uma criança e partiram. John Stark recusou-se a abandonar as demais: pegou duas crianças e ajudou os nove remanescentes, das famílias Breen e Grave a chegar a Bear Valley.

### Terceira assistência

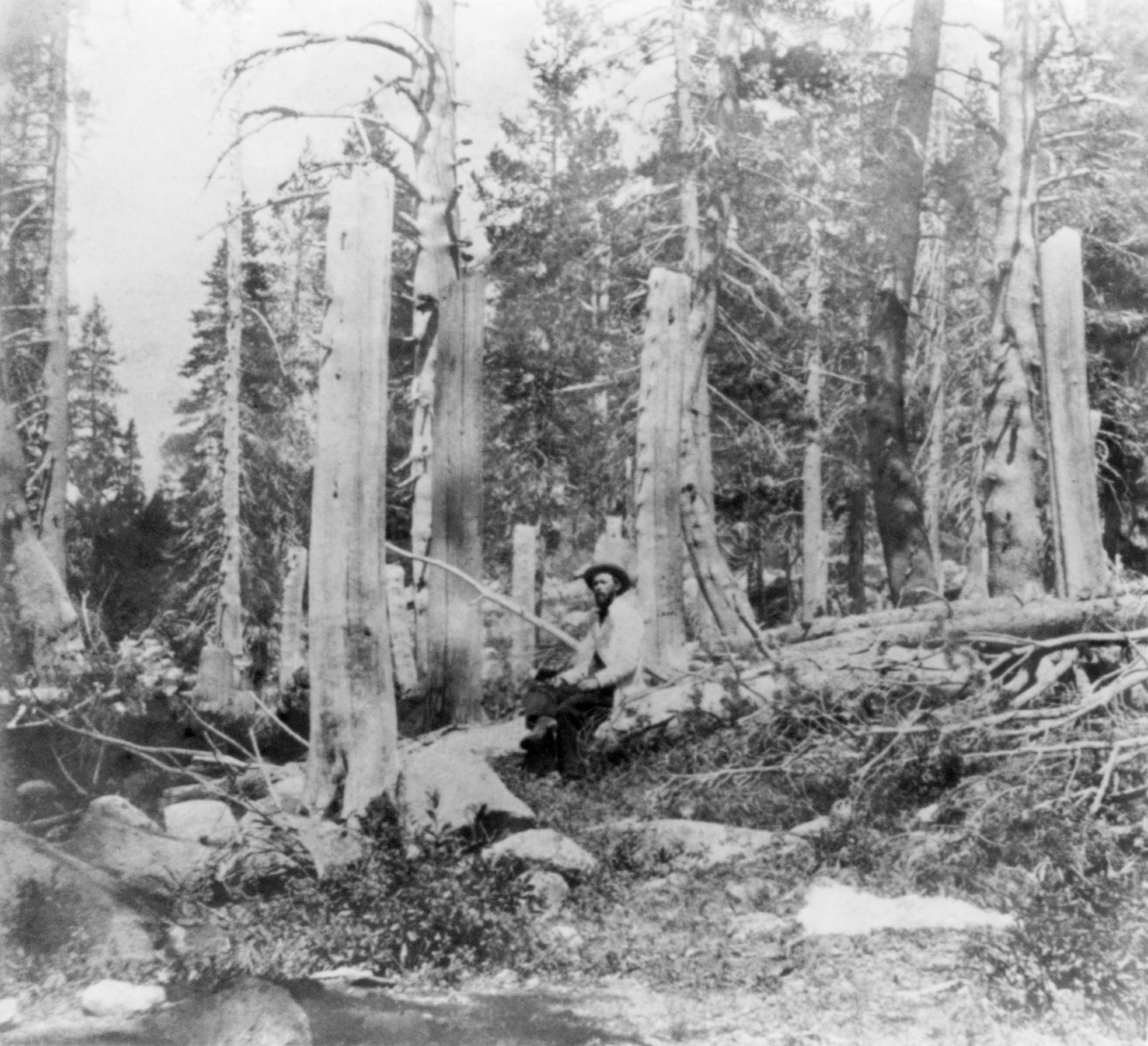
Tocos de árvores cortadas em Alder Creek pelos membros da Caravana Donner, numa fotografia tirada em 1866. A altura dos tocos indica a profundidade da camada de neve.

Foster e Eddy finalmente chegar a Truckee Lake em 14 de março, onde encontraram seus filhos já sem vida. Keseberg disse Eddy que havia comido os restos mortais do filho de Eddy; Eddy jurou que assassinaria Keseberg se o encontrasse novamente na Califórnia. George Donner e um dos filhos de Jacob Donner ainda estavam vivos em Alder Creek. Tamsen Donner havia acabado de chegar à cabana dos Murphy. Ele poderia ter ido embora sozinha, mas escolheu voltar ao marido, mesmo tendo sido informada que nenhum outro grupo de resgate viria tão cedo. Foster, Eddy e o restante do terceiro grupo de resgate partiram com quatro crianças, Trudeau, e Clark.
Mais dois grupos de resgate foram reunidos para tirar quaisquer adultos que pudessem estar vivos. Ambos retornaram antes de chegar a Bear Valley e não foram feitas mais tentativas. Em 10 de abril, quase um mês após o terceiro grupo de resgate ter deixado o Lago Truckee, o alcalde próximo ao Forte Sutter organizou um grupo de salvatagem para recuperar o que pudessem dos pertences dos Donners, uma vez que estes seriam vendidos para sustentas as crianças da família, agora órfãs. O grupo encontrou as cabanas de Alder Creek vazias, exceto por uma delas, que continha o corpo de George Donner, que morrera poucos dias antes. No caminho de volta até o Lago Truckee, encontraram Lewis Keseberg vivo. De acordo com ele, a senhora Murphy havia morrido uma semana após a partida do terceiro grupo de resgate. Semanas depois, Tamsen Donner teria chegado à cabana dele no caminho até o passo, ensopada e aborrecida. Keseberg disse que colocou um cobertor nela e que teria lhe dito que partisse de manhã, mas que ela faleceu durante a noite.
O grupo de salvatagem suspeitou da história de Keseberg e encontrou um pote cheio de carne humana na cabana, junto com as pistolas de George Donner, joias e US$ 250,00 em ouro. Os homens ameaçaram linchar Keseberg, que confessou ter escondido US$ 273,000 do dinheiro dos Donners por sugestão de Tamsen, de modo que pudesse um dia servir de benefício às crianças. Em 29 de abril de 1847, Keseberg foi o último membro da Caravana Donner a chegar ao Forte Sutter.

### Reação
Espetáculo mais revoltante ou chocante eu nunca vi. Os despojos aqui, por ordem do general Kearny foram coletados e enterrados sob a supervisão do major Swords. Foram enterrados em uma cova cavada no centro de uma das cabanas. Findo este melancólico dever para com os mortos, as cabanas, por ordem do major Swords, foram incendiadas e as coisas que ass envolviam e se ligavam a esta hedionda tragédia, foram consumidas. O corpo de George Donner foi encontrado no outro acampamento, por volta de 8 ou 10 milhas [12 a 16 km] dali, e enrolado num lençol. Ele foi enterrado por um grupo de homens designado para esse propósito.

Membro da companhia do general Stephen W. Kearny, 22 de junho de 1847
As notícias da tragédia da Caravana Donner foram espalhadas para o leste por Samuel Brannan, um membro d'A Igreja de Jesus Cristo dos Santos dos Últimos Dias que era jornalista e que fez do grupo de salvatagem que voltou do passo com Keseberg. Os relatos da provação chegaram à cidade de Nova York em julho de 1847. as reportagens sobre o evento cruzaram os Estados Unidos foram muito influenciadas pelo entusiasmo pela marcha para o Oeste. Em alguns jornais, as notícias da tragédia ficaram escondidas em pequenos parágrafos, apesar da tendência contemporânea de sensacionalizar as histórias. Vários jornais, inclusive os que estavam na Califórnia, escreveram sobre os relatos de canibalismo em detalhes exagerados. Em outros relatos, os membros da Caravana Donner foram retratados como heróis e a Califórnia, com um paraíso digno de grandes sacrifícios.
A taxa de migração para o oeste caiu nos anos seguintes, mas é provável que essa queda tenha ocorrido mais pelos temores causados pela guerra que ainda se desenrolava que pelo relato desencorajador da tragédia da Caravana Donner. Em 1846, por volta de 1500 pessoas migraram para a Califórnia. Em 1847, o número caiu para 450 e depois para 400 em 1848. A corrida do ouro na Califórnia foi um estouro nessa tendência: 25000 pessoas migraram para o oeste em 1849. A maior parte dos que migraram usaram o caminho tradicional, ainda que uns poucos forty-niners (os que migraram em 1849) tenham usado a mesma rota que a Caravana Donner e se valido das descrições feitas sobre a trilha por eles seguida.
No final de junho de 1847, membros do Batalhão Mórmon sob o comando do general Stephen Kearny enterraram os restos mortais e queimaram duas das cabanas. Os poucos que se aventuraram a passar pelo trecho nos anos seguintes encontraram ossos e alguns artefatos, além da cabana usada pelas famílias Reed e Graves. Em 1891 um esconderijo de dinheiro foi encontrado enterrado próximo ao lago. Provavelmente foi guardado pela senhora Graves, que apressadamente o escondeu quando partiu com o segundo grupo de resgate de modo que pudesse recuperá-lo mais tarde.
Lansford Hastings recebeu ameaças de morte. Um migrante que cruzou a região antes da Caravana Donner o confrontou sobre as dificuldades que eles encontraram, relatando: "claro que ele nada poderia dizer além de que sentia muito e que tencionava o melhor ".

### Sobreviventes
Das 87 pessoas que chegaram à Cordilheira Wasatch, 48 sobreviveram. Somente as famílias Reed e Breen chegaram intactas. Os filhos de Jacob Donner, George Donner e Franklin Graves ficaram órfãos. William Eddy estava só: a maior parte dos Murphy morrera na viagem. Somente três mulas chegaram à Califórnia: todos os demais animais pereceram. A maior parte dos pertences dos membros foi descartada.

Eu não escrevi a você metade dos problemas que tivemos, mas escrevi o bastante para que você soubesse o bastante o quanto não sabe sobre os problemas. Mas graças a Deus nós conseguimos e [fomos] a única família que não comeu carne humana. Deixámos tudo, mas não me importo com isso. Nós conseguimos com nossas vidas, mas não deixe que esta carta desanime a ninguém. Nunca tome atalhos e apresse-se tão rápido quanto puder.

Virginia Reed à prima Mary Keyes, 16 de maio de 1847
Algumas das mulheres enviuvadas casaram-se novamente nos meses seguintes; havia escassez de noivas na Califórnia. Os Reeds estabeleceram-se em San José e duas das crianças dos Donner foram viver com eles. Reed se deu bem na corrida do ouro e se tornou próspero. Virginia escreveu uma carta extensa à prima em Illinois sobre "os nossos problemas em chegar à Califórnia", com a supervisão editorial de seu pai. O jornalista Edwin Bryant a trouxe de volta em junho de 1847, e ela foi impressa na íntegra no Illinois Journal de 16 de dezembro de 1847, com algumas alterações editoriais.
Virginia converteu-se ao catolicismo cumprindo uma promessa feita a ela mesmo enquanto via Patrick Breen rezar em sua cabana. Os sobreviventes dos Murphy foram viver em Marysville. Os Breens estabeleceram-se em San Juan Bautista, onde operaram uma pousada. Eles tornaram-se sujeitos anônimos de uma história escrita por J. Ross Browne sobre o profundo desconforto após descobrir que conviveu com supostos canibais, e que foi impressa na Harper's Magazine em 1862. Muitos dos sobreviventes vivenciaram reações semelhantes.

Os filhos de George e Tamsen Donner foram cuidados por um casal mais velho próximo ao Forte Sutter. Eliza tinha três anos de idade durante o inverno de 1846–1847, a mais nova dos filhos dos Donner. Ela publicou um relato sobre a Caravana Donner em 1911, baseado em outros relatos impressos e no de suas irmãs. A filha mais nova dos Breens, Isabella, tinha um ano de idade durante o inverno de 1846–1847 e se tornou a última sobrevivente da Caravana Donner. Ela morreu em 1935.

Agora eu lhe darei um bom conselho, conselho de amiga. Fique em casa,—você está em um bom lugar, onde, se doente, não ficará em risco de inanição à morte.

Mary Graves a Levi Fosdick (o sogro de sua irmã Sarah Fosdick), 1847
Os filhos dos Graves tiveram destinos diversos. Mary Graves casou-se cedo, mas seu primeiro marido foi assassinado. Ela cozinhou a comida para o assassino durante o período na prisão de modo a garantir que o condenado não sentisse fome até o dia do enforcamento. Um dos netos de Mary notou que ela era muito séria; Graves uma vez disse: "Quem dera eu pudesse chorar mas não posso. Se eu pudesse me esquecer da tragédia, talvez eu soubesse como chorar novamente." O irmão de Mary, William, não se estabeleceu em lugar algum por muito tempo.
Nancy Graves tinha nove anos durante o inverno de 1846–1847. Ela recusou-se a reconhecer seu envolvimento mesmo quando contactada por historiadores interessados em registrar versões mais acuradas do evento. Nancy sentia-se incapaz de se lembrar seu papel no canibalismo de seu irmão e de sua mãe.
Eddy casou-se novamente e começou nova família na Califórnia. Ele tentou cumprir sua promessa de matar Lewis Keseberg mas foi dissuadido por James Reed e Edwin Bryant. Um ano mais tarde, Eddy relembrou suas vivências a J. Quinn Thornton, que escreve um dos primeiros relatos do evento, que também foi composto com as memórias do envolvimento de Reed. Eddy morreu em 1859.
Keseberg processou vários membros do grupo de resgate por difamação por estes terem-no acusado de ter assassinado Tamsen Donner. O tribunal lhe concedeu ganho de causa de US$ 1,00 em danos, mas também o fez pagar as custas processuais. Uma história de 1847 publicada pelo California Star descreveu as ações de Keseberg em termos macabros, além de seu quase linchamento pelo grupo de salvatagem. A reportagem dizia que ele preferiu comer carne humana à do gado e dos cavalos exposta pelo degelo da primavera. O historiador Charles McGlashan reuniu material suficiente para indiciar Keseberg pela morte de Tamsen Donner, mas após entrevistá-lo concluir que não ocorrera nenhuma assassinato. Eliza Donner Houghton também acreditou que Keseberg fosse inocente dessa acusação.
Quando Keseberg envelheceu, não saiu mais: tornara-se um pária, sendo frequentemente ameaçado. Ele disse a McGlashan, "Frequentemente penso que o Todo-Poderoso me escolheu entre todos os homens da face da Terra, de modo a ver quanta dureza, sofrimento e miséria um ser humano pode suportar!"

## Legado

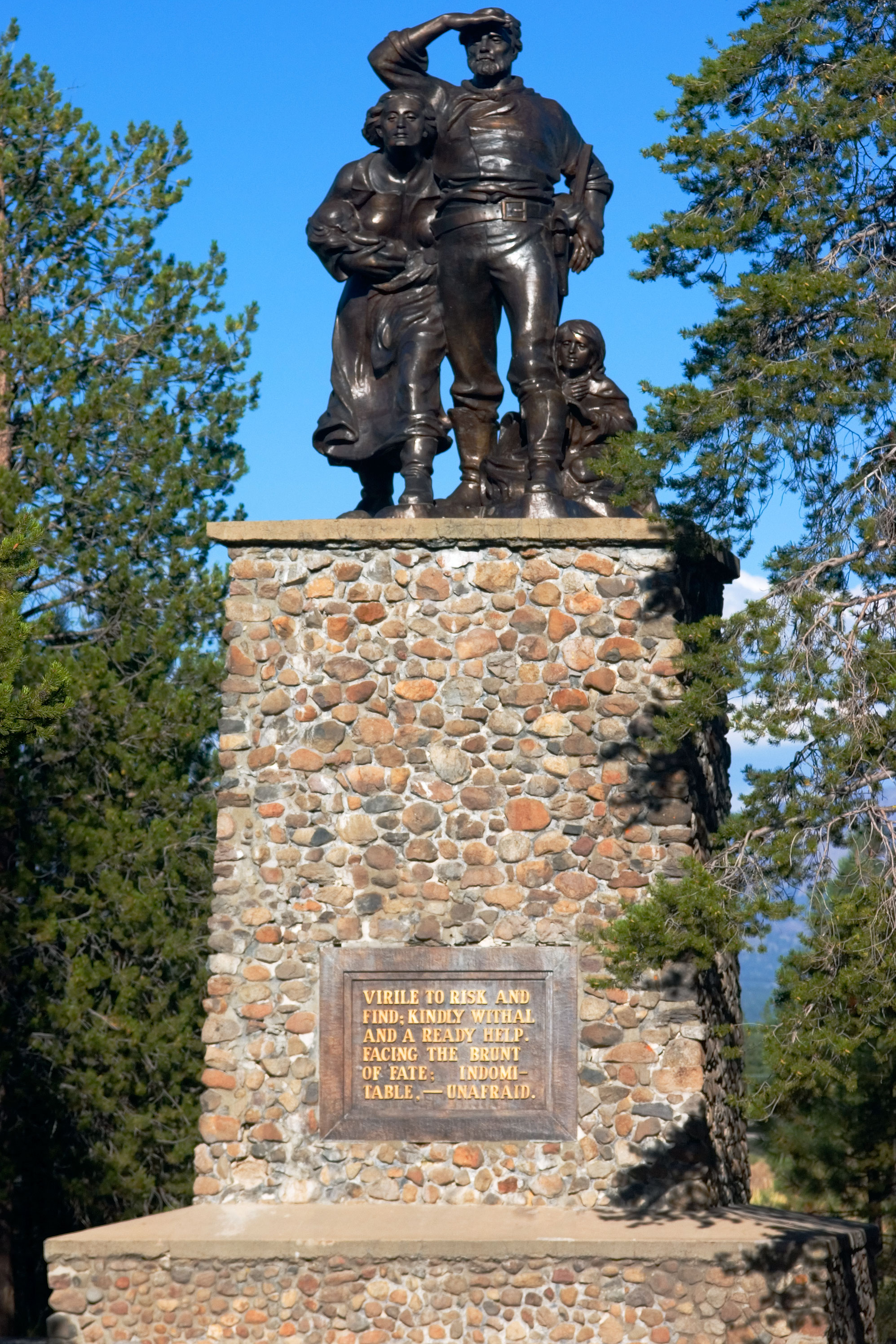
Estátua no Donner Memorial State Park, o topo do pedestal de 22 pés (6,7 m) indicando quão profunda era a neve ficou durante o inverno de 1846–1847

O episódio da Caravana Donner serviu como base para muitos trabalhos de história, ficção, drama, poesia e filmes. A atenção dirigida ao relato da Caravana Donnar foi tornado possível pelos relatos confiáveis, de acordo com Stewart, e do fato de que "o canibalismo, embora possa ser quase chamado de evento menor, tornou-se no imaginário popular o fato principal a ser lembrado sobre a Caravana Donner. Um tabu sempre fascina com mais força que repele". O apelo dos eventos focado nas famílias e em pessoas comuns, de acordo com Johnson, escrevendo em 1996, em vez de indivíduos raros, e que os eventos são "uma horrenda ironia que esperanças de prosperidade, saúde e uma nova vida nos vales férteis da Califórnia pudesse levar apenas à miséria, à fome e à morte ao seu limite pétreo".
O lugar das cabanas tornou-se atração turística já em 1854. Na década de 1880,Charles McGlashan começou a promover a ideia de um monumento para marcar o lugar do episódio da Caravana Donner. Ele ajudou na aquisição do terreno para o monumento e, em junho de 1918, a estátua de uma família pioneira, dedicada à Caravana Donner, foi colocada no lugar onde se crê que ficava a cabana da família Breen. O lugar foi tombado como patrimônio histórico em 1934.
O estado da Califórnia criou o Donner Memorial State Park em 1927. Consistia originalmente de 11 acres (4,5 ha) em volta do monumento. Vinte anos mais tarde, o lugar onde fica a cabana dos Murphy foi comprado e adicionado ao parque. Em 1962, o Emigrant Trail Museum foi criado para contar a história da marcha para o Oeste rumo à Califórnia. A cabana dos Murphy e o monumento tornaram-se Marcos Históricos Nacionais em 1963. Uma grande rocha que serviu como base oposta da lareira da cabana dos Murphy e uma placa de bronze foi afixada à rocha listando os membros da caravana, indicando quem sobreviveu à viagem ou não. O estado da Califórnia justificou a memorialização do lugar porque o episódio foi "um incidente isolado e trágico da história americana que foi transformado em grande épico". Por volta de 2003, o parque recebia estimados 200 mil visitantes anuais.

### Mortalidade
A maioria dos historiadores conta 87 membros na caravana, embora Stephen McCurdy, escrevendo para o Western Journal of Medicine, inclua Sarah Keyes — a mãe de Margret Reed — e Luis e Salvador, fazendo o número chegar a 90. Cinco pessoas já haviam morrido antes que a caravana chegasse à região do Lago Truckee: uma de tuberculose (Halloran), três de trauma (Snyder, Wolfinger e Pike) e uma de exposição (Hardkoop). Mais 34 morreram entre dezembro de 1846 e abril de 1847: 25 do sexo masculino e 9 do sexo feminino. Vários historiadores e outros estudiosos analisaram as mortes para determinar quais fatores afetaram a sobrevivência de indivíduos com desnutrição profunda. Dos quinze membros que partiram no grupo das raquetes para neve, oito dos dez homens morreram (Stanton, Dolan, Graves, Murphy, Antonio, Fosdick, Luis e Salvador) mas todas as cinco mulheres sobreviveram. Um professor da Universidade de Washington declarou que a Caravana Donner é um "estudo de caso de ação da seleção natural demograficamente intermediada".
As mortes no Lago Truckee, em Alder Creek e no grupo que partiu no final de dezembro provavelmente foram uma combinação de inanição estendida, sobretrabalho e exposição ao frio. Vários integrantes ficaram mais suscetíveis por causa da desnutrição, como foi o caso de George Donner, mas os três fatores mais significativos foram idade, sexo e o tamanho da família com a qual cada membro viajava. Os sobreviventes eram em média 7,5 mais jovens do que os que morreram; os menores de 6 a 14 anos tiveram uma taxa de sobrevivência muito maiores que as crianças com menos de 6 anos, dos quais 62,5% morreram, incluso aí o menino filho dos Kesebergs que nasceu na trilha, ou que os adultos com mais de 35 anos. Por sua vez, nenhum adulto com mais de 49 anos sobreviveu. As mortes entre os homens de 20 a 39 anos foram altíssimas: mais 66% do total dessa faixa etária. Os homens metabolizam proteínas mais rapidamente, assim como têm maior demanda calórica que as mulheres. As mulheres também têm maior porcentagem de gordura corporal, o que atrasou os efeitos da degradação física causados pela desnutrição e pelo sobretrabalho. Os homens também tiveram de assumir as tarefas mais perigosas e penosas, sendo obrigados a limpar a trilha, cortar lenha, etc., o que acrescentou à degradação física deles. Quem viajou com a família teve maiores chances de sobrevivência que os solteiros avulsos, uma vez que os membros de uma família mais prontamente compartilhavam a comida disponível entre os seus.

### Alegações de canibalismo

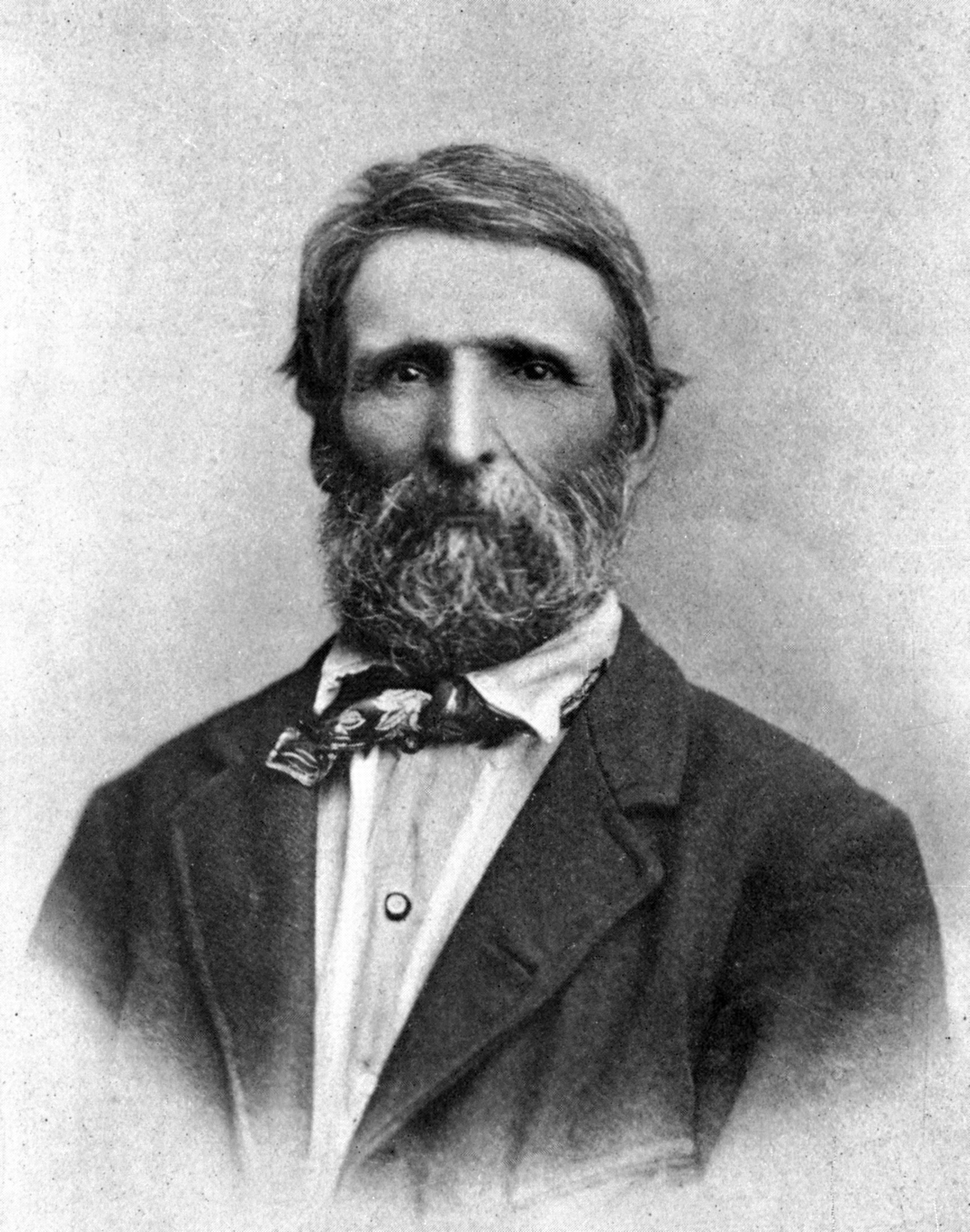
Jean Baptiste Trudeau, aqui retratado como adulto, forneceu relatos contraditórios sobre as alegações de canibalismo em Alder Creek.

Embora alguns sobreviventes negassem as alegações de canibalismo, Charles McGlashan, que se correspondeu com muitos dos sobreviventes por um período de 40 anos, documentou vários dos relatos. Alguns dos correspondentes não se mostraram colaborativos, tendo vergonha, enquanto outros lidaram melhor com isso, falando mais livremente sobre os fatos. McGlashan, em seu livro de 1879 History of the Donner Party, negou-se a incluir alguns dos detalhes mais mórbidos — tais como o sofrimento e a agonia das crianças e dos bebês antes da morte — ou de como a senhora Murphy, de acordo com o relato de Georgia Donner, desistiu de tudo, deitou-se no leito, de frente para a parede dando as costas quando o último de seus filhos partiu com o terceiro grupo de resgate. Ele também não descreveu qualquer relato de canibalismo em Alder Creek. No mesmo ano que o livro de McGlashan foi publicado, Georgia Donner escreveu a ele para esclarecer certos pontos, dizendo que carne humana foi preparada para as pessoas nas duas cabanas de Alder Creek, mas que, de acordo com suas lembranças (considerando-se que ela contava somente quatro anos de idade durante o inverno de 1846–1847) tal carne foi dada somente às crianças menores: "O pai estava chorando e não olhava para nós o tempo todo, e para nós, pequeninos, sentia que nada mais podia fazer; nada mais havia." Ela também se lembra que Elizabeth Donner, a esposa de Jacob, anunciou numa manhã que tinha cozinhado o braço de Samuel Shoemaker, um condutor de 25 anos. Eliza Donner Houghton, em seu relato datado de 1911, não menciona qualquer ocorrência de canibalismo em Alder Creek.
Achados arqueológicos no acampamento de Alder Creek mostraram-se inconclusivos para a evidência de canibalismo. Nenhum dos ossos encontrados no braseiro de Alder Creek poderia ser identificado com certeza como humano. De acordo com Rarick, somente ossos cozidos seriam preservados e seria improvável que os membros da caravana tenham precisado cozinhar ossos humanos.
O relato de Eliza Farnham, datado de 1856, foi amplamente baseado numa entrevista com Margaret Breen. Sua versão detalha os infortúnios das famílias Graves e Breen após James Reed e o segundo grupo de resgate terem partido. De acordo com Farnham, Mary Donner, então com sete anos de idade, sugeriu aos demais que comessem Isaac Donner, Franklin Graves Jr. e Elizabeth Graves, uma vez que os Donners já haviam começado a comer os outros em Alder Creek inclusive o próprio pai de Mary, Jacob. Margaret Breen insistiu que ela e a família não canibalizassem os mortos, mas Kristin Johnson, Ethan Rarick e Joseph King — cujo relato é favorável à família Breen — não consideram credível que os Breens, que já estavam sem comida há nove dias, fossem capazes de sobreviver sem comer carne humana. King sugere que Farnham incluiu isto em seu relato independentemente de Margaret Breen.
De acordo com um relato publicado por H. A. Wise em 1847, Jean Baptiste Trudeau gabou-se de seu próprio heroísmo, mas que também sensacionalizou os detalhes de como comeu Jacob Donner e que disse ter comido um bebê cru. Muito anos depois, Trudeau encontrou Eliza Donner Houghton e negou ter canibalizado quem quer que fosse. Ele reiterou isso em uma entrevista a um jornal de St. Louis em 1891, quando contava 60 anos de idade. Houghton e os filhos do casal Donner gostavam de Trudeau, e este deles, apesar das circunstâncias e do fato de que ele abandonara Tamsen Donner. O autor George Stewart considera o relato de Trudeau a Wise mais acurado do que o que ele dissera a Houghton in 1884, dizendo que havia abandonado os Donners. Kristin Johnson, por outro lado, atribui a entrevista de Trudeau a Wise como resultado "de desejos comuns dos adolescentes de ser o centro das atenções e de chocar os mais velhos"; quando mais velho, ele reconsiderou sua história, de modo a não aborrecer Houghton. Os historiadores Joseph King e Jack Steed consideram a caracterização de Stewart das ações de Trudeau como sendo uma deserção a um "moralismo extravagante", particularmente porque todos os membros da caravana foram forçados a fazer escolhas difíceis. Ethan Rarick ecoa tal ideia ao escrever; "mais do que brilhante heroísmo ou suja vilania, a Caravana Donner é uma história de decisões difíceis que não foi nem heroica nem vilanesca".